# ジョジョリオン
『ジョジョの奇妙な冒険 Part8 ジョジョリオン』（ジョジョのきみょうなぼうけん パート8 ジョジョリオン、JOJO'S BIZARRE ADVENTURE Part8 JoJolion）は、荒木飛呂彦による日本の漫画作品。集英社の青年向け漫画雑誌『ウルトラジャンプ』にて、2011年6月号から2021年9月号まで連載された。漫画作品『ジョジョの奇妙な冒険』シリーズの一部で、第8部（Part8）にあたる。ジョジョの奇妙な冒険シリーズで最も長く連載された作品でもある。2013年に第17回文化庁メディア芸術祭マンガ部門大賞を受賞した。

## 概要
大震災によってできた謎の隆起物「壁の目」より出現した記憶喪失の主人公・東方定助を取り巻く物語であり、第1話で「呪い」を解く物語であるとされている。主人公のジョジョならぬ人物が「ジョースター家の星のアザ」を持っており、「このジョジョは何者だ」という導入となっている。
Part4と同じ地名のM県S市杜王町が舞台で、似た名前の人物も登場しているが、別物であり、Part4の知識を前提とはしていない（記憶がない主人公でも大丈夫、という作者ジョークでもある）。ジョジョのシリーズ通りに、Part7『スティール・ボール・ラン』の未来の出来事とされている。作中ではPart7のジョニィ・ジョースターや彼の子孫、聖なる遺体についての言及もあるが、一部の事柄は「ファンタジーとして伝承されてきたお話」とされ、ぼかされている。また作者は「ジョジョリオンは一種のパラレルワールド」「『岸辺露伴は動かない』は隣り合わせの世界」という発言もしている。過去の部や、作者の過去作（『死刑執行中脱獄進行中』など）のパロディもみられる。
作品タイトル「ジョジョリオン」については、単行本2巻にて作者自身が解説している。「ジョジョ」と「lion」の合成語でジョジョリオン。「・・lion」は「祝福されるもの｣「福音」「記念の印」などを意味する古語であり（福音書#概説を参照）、「ジョジョ」との合成語で主人公「定助」が、この世に存在することの意味を表すタイトルである。位置づけが不安定だったPart7のときと異なり、最初から「ジョジョである」としている。
東日本大震災の被災地を思わせる舞台設定について、作者は「舞台を杜王町にすることはもともと決めていたのですが、構想の段階で震災が起きました。杜王町は仙台市がモデルなので避けて通ることは出来ませんでした。」と述べている（仙台市は作者の出身地である）。東日本大震災発生とPart7完結から間を置かず連載が始まった。作中では「2011年の東日本大震災」を直接明言することは行われていない。スマートフォン、再生医療など、2000年代・2010年代の連載リアルタイムを反映した物がたびたび登場する。
2013年12月5日には、第17回文化庁メディア芸術祭マンガ部門大賞を受賞した。
ドラマ評論家の成馬零一は、「まったく先が読めない本作は、『ジョジョ』史上最大の問題作である。」と評価している。

## あらすじ
スティール・ボール・ラン・レースから120年後。2011年3月11日に起きた大震災は杜王町の地形を変え、「壁の目」という土地を出現させた。約半年後、広瀬康穂は壁の目で土に埋もれた青年を発見するが、青年は自分に関わる記憶を失っていた。街の名士である東方家に引き取られて東方定助と名付けられた青年は、康穂の協力を得ながら、わずかな手がかりから自分と因縁のある「吉良吉影」のことを知り、そこから己の正体を探る。
定助は吉良吉影とジョースター家を調べ、東方家には遺伝性の奇病が伝わっていることを知る。吉影の母である吉良・ホリー・ジョースターは病に冒されてTG大学病院に入院中であり、東方つるぎは発病を待つ身である。虹村京、東方憲助、東方常敏らは身内を救うため、独自の思惑で動く。吉影もまた、母を救うために行動していたことが明らかになる。
定助は過去の定助を知る男・八木山夜露と戦い、夜露が岩人間という正体を暴く。夜露は死ぬが、定助は「ロカカカの果実」という手がかりを残す。その後、定助は夜露の仲間である岩人間たちと交戦する中で作並カレラという人物と出会い、空条仗世文という名前を知る。やがて、岩人間たちのリーダー・田最環が東方家を訪れてスタンド能力を発動し、東方家は全滅の危機を迎える。定助は田最環を倒し、自身が吉良吉影と空条仗世文が融合したことによって誕生した存在であることを知るが、記憶は戻らなかった。
定助は吉良ホリーの病状の悪化を見て、自分はホリーを助けなければならないと強く決意し、行方不明となった「ロカカカの接ぎ木の枝」を追う。定助の真意を聞いた憲助は納得し、枝を探すための人員として植物鑑定人・豆銑礼を紹介する。一方、常敏も独自に接ぎ木の枝を狙うが、ロカカカの接ぎ木の枝を探す定助・康穂・礼には新手の岩人間たちが迫る。実をつけ始めていた接ぎ木の枝は、戦いの混乱の中で再び行方がわからなくなるが、実は常敏とつるぎが結託して密かに入手していた。
定助たちはTG医大病院を探り、岩人間たちの首魁と目されるTG大学病院院長・明負悟にたどり着くが、院長のスタンド攻撃によって定助たちが近づけないうちに、院長はロカカカの研究成果を表社会に発表する。同時に、康穂の元恋人・透龍が現れ、定助たちの間に軋轢が生じる。東方家も、つるぎの発病、常敏と憲助の対立、院長のスタンド攻撃などで混迷を極め、康穂も巻き込まれて危機に陥る。定助は負傷することで病院に入り込み、ホリーの助けで傷を癒した後、黒幕である院長を待ち受けて対決する。康穂は、新ロカカカを狙う真の黒幕・透龍の企てに気づくも、重傷を負う。
厄災を操る院長にはあらゆる攻撃が通じず、礼と京が敗れ、東方邸でも常敏が厄災にはまって死亡する。だが、定助は康穂との連携で新能力を透龍に命中させる。2個の新ロカカカは、1個を康穂が摂取してもう1個を大ダメージを負った透龍が摂取する。透龍は、等価交換で傷を治すために康穂に向かうも定助&康穂に迎撃され、花都に止めを刺される。何人もの犠牲を払いつつ、つるぎと憲助の命は救われる。しかし、この戦いで新ロカカカは失われてしまい、ホリーを助けることはできなかった。定助は、自分は仗世文でも吉良でもなく、土(壁の目)から生まれた定助だと語る。定助は東方家に家族だと認められて物語の幕を閉じる。

## 登場人物
※担当声優はゲーム『ジョジョの奇妙な冒険 オールスターバトル』『ジョジョの奇妙な冒険 アイズオブヘブン』および『ウルトラジャンプ』のテレビCMでのキャスト。

### 主要人物
東方 定助（ひがしかた じょうすけ）
声 - 真殿光昭
Part8の主人公。大震災から約半年後、「壁の目」付近で発見された謎の青年。全裸で地中に埋まっていたところを広瀬康穂に助けられた。病院のお見舞いに来た際に彼女のお土産にもらったごま蜜団子を食べて以来好物となる。それ以降、この世で信頼出来るのは康穂だけと断言する程彼女を信頼しており、康穂とはお互いに好意を持つ様になり、相思相愛状態である。康穂に対してゴマ蜜団子を持って行った時の事をかなり甘めな空想をして勝手に癒されたり、豆銑に元カレの透龍と康穂は関係を持った仲なのかと言われた時は露骨に嫌な顔をしたり、自然に手を繋いだりしていた。彼女が被害を受けた時は怒りを露わにしていた。その為、康穂に異常な好意を抱き、ストーカーとなっている常秀から嫉妬され、事あるごとに嫌味を言われている。記憶喪失に陥っており、身寄りがないという悲惨なアイデンティティに涙を流して苦しみ、自分が何者なのかを知ろうとしている。後に、吉良ホリーを救うという目的を見つける。推定19歳。普段はぼんやりしているが思慮深く、冷静沈着で正義感が強い性格で、自分に異常に執着してきた大弥や嫉妬心を向けてくる常秀にも普通に接するなど、器が大きく康穂同様心優しい性格。大弥から日常的に抱きつかれているがスタンド攻撃をされた事もあり相手にしていない。
常秀の康穂に対するストーカー気質には彼女同様呆れている。
当初は身元不明の身であり名前も無かったが、東方憲助に引き取られて住居と「東方定助」という名前と戸籍を与えられる。名前の「ジョースケ」は、康穂が昔飼っていた犬に顔が似ていると聞いた憲助が命名した。
記憶喪失で自分に関する記憶は一切無いが、おおよそ高校生程度の知識や一般的な教養は持ち合わせている。また、物の全長・距離を目視で精密に測る特技を持つ。眠るときはベッドのマットレスの下に挟まって圧迫されて寝ることを好むという変わった一面がある。口癖は「おれェー？」「たっぷり」。
首筋には「星型のアザ」と歯型があり、睾丸（作中では「タマ」と表現されている）が4つある。前歯はすきっ歯になっている。容貌が吉良吉影に酷似しているということはたびたび指摘されており、衣装も吉影と同じように、水兵服や水兵帽を着用する。
すきっ歯に加えて、眼球や舌に「縦に繋ぎ目」があり、二人の人間が融合した存在であるということが明らかになる。元となった二人とは、吉良吉影と空条仗世文である。ヒトのキメラ体であり、2人の細胞が混在する。星のアザは吉影から受け継いだもので、記憶が無いのは等価交換の代償。心の力であるスタンドも2人の異なる能力が融合している。「壁の目」「ロカカカ」「接ぎ木の新ロカカカ」といった複数の要因が絡み合って生まれた。岩人間の田最環との戦いを経て、かつて空条仗世文であった事実を知るも、記憶が戻ることはない。田最環を倒した後は、薬剤で眠っている状況にある吉良ホリーの命を救うべくロカカカを得ようとしている。23巻にて院長のスタンド能力でダメージを負い、治療のために一時的に目を覚ましたホリーの力を借りてロカカカ（成分薬6251）を摂取して回復し、代償に顔の左目を覆う箇所が岩化する。回復後はホリーのアドバイスを元に、院長を待ち受けて戦う。厄災に追い詰められるも、礼と京の助力を借りて、新能力「ゴー・ビヨンド」を、康穂のスタンド能力を介して院長＝ワンダー・オブ・Uの本体である透龍に直撃させて倒す。院長は透龍の死後もなお残留していたが、ゴー・ビヨンドで完全にとどめを刺し、憲助の命を救った。
最終回では病院で空条仗世文の母親の姿を見るも、自身は「壁の目」で産まれた存在であり、仗世文では無いという事から、声をかけずそのまま見送った。その後、カフェで東方家の面々から憲助の退院祝いのケーキを家族代表として選ぶ様に言われ、物語は幕を閉じる。
『オールスターバトル』の北米版では、Part4の主人公・東方仗助との区別のため"Josuke Higashikata 8"と表記される。
開始時に荒木は「作者が虫歯になったので、主役をすきっ歯にした」と語っていたが、その後作中でも上述のすきっ歯の理由が判明する。
ソフト＆ウェット（柔らかくてそして濡れている）
【破壊力 - C / スピード - B / 射程距離 - D / 持続力 - B / 精密動作性 - C / 成長性 - A】
体の中央に碇のマークが描かれたロボットのような外見のスタンド。スタンドや、本体の指先や星型の痣から、「星マークのついたしゃぼん玉」を発生させる。このしゃぼん玉は、能力の応用性が非常に高い。
- 奪う効果：このしゃぼん玉が物体に触れて割れることで、その物体から音・視力・水分・摩擦など、そのものや性質などの「物理的な何か」を一時的に奪う。
- 閉じ込める効果：しゃぼん玉にふれた物を中に閉じ込め、浮遊させて移動させ、割れた場所で開放する。
- 攻撃：触れたものを壊す。吉影から受け継いだ特性が現れている。高速回転によって、球状に削り取ることも可能。

本体の肉体にあったような「繋ぎ目」がしゃぼん玉にもある。吉良吉影のキラークイーンの「星マークのしゃぼん玉」「爆破能力」と、空条仗世文のソフト＆ウェットの「星マークの無いしゃぼん玉」「吸い上げる能力」の両方の特性を受け継いでいる。このためしゃぼん玉が割れるときに触れたものを壊すという吉影寄りの効果を発生させることもできる。また17巻以降の礼の観察によると、正確には「一本のひも」「柔らかい線」が球状に高速回転することによる残像で球体に観えている。
拳によるラッシュ攻撃時は、歴代主人公の空条承太郎などと同じく「オラオラオラオラ……オラァ!!」と連呼する。また一部のシーンでは「オラオラ…」の連呼中に1つだけ「アラ」が紛れ込んでいるという特徴がある。
第1巻1話の見開きタイトルページと『ウルトラジャンプ』2011年6月号の表紙には違ったデザインで描かれていた。
デザイン的には能力からではなく定助の格好とセットで考えられており、水兵の服と救命胴衣の浮き袋がイメージされている。
スタンド名の由来はプリンスの楽曲「Soft and Wet」である。作者の荒木は、原点に帰った感じがあるのとシャボン玉に合う言葉からスタンド名を考えたという。
越えて行く（ゴー・ビヨンド）
ソフト＆ウェットが指からしゃぼん玉を射撃するとき、余波として定助の左肩から浮き出る見えないしゃぼん玉。礼が病室で厄災に敗れた際、その存在に気付いた。爆発的に回転しており、厄災の条理をも超えて進む。肩から出るシャボン玉のため狙い撃ちは全くできず、狙う際は本人曰く「大体」。
広瀬 康穂（ひろせ やすほ）
声 - 喜多村英梨
杜王町に住む大学一年生。社会学部（常秀と同じ大学・学部）。今作品でのヒロインでもあり、ジョジョ作品の中で悲劇的な人生や作中での後述の通りの悲惨な目に遭う、身体能力は一般的な女性であるなど、最もヒロインらしい等身大のヒロインとも言える存在である。19歳。身長166センチメートル。スリーサイズは推定85・65・88。初対面での定助の状況にも関わらず助けたり、彼のお見舞いに行ったりと世話を焼く、ストーカーと化している常秀のお見舞いに行く等、仲間想いで岩人間にも果敢に闘うなど勇敢で心優しい性格。震災でできた「壁の目」の近くをうろついていたところ、地面に埋まっていた裸の青年（定助）を助け、それが縁で彼の正体を突き止める調査に協力することになる。壁の目付近で、定助・常秀と同様の歯型の傷を右足首に負った。当初はこの傷によりスタンドが発現したと思われていたが、その後、幼少期からスタンドを無意識に使用していたことが判明した。地図を読むことが趣味特技。
両親は離婚しており母と二人暮らしだが、だらしない母・鈴世のことは軽蔑しており、家庭内に自分の居場所がないと感じている。その為、孤独感に陥っていて愛情に飢えている為、前述の性格となっている。定助とは互いに恋心を抱いていて、相思相愛である。幼馴染の東方常秀に異常な好意を抱かれており、彼女としては迷惑に思っているが、憲助や常敏は康穂を常秀のガールフレンドとみなしている。常秀からレイプ未遂に何度も遭う、物語が始まる前からストーカー被害を受けている、豆銑礼から囮役に無理やりされてリフトから落とされるなどかなり凄惨な目にあっている。またつるぎにも懐かれている。20巻にて、高校時代の元カレ・透龍と再会するが、今はもう何とも思っていないと断言しているが、透龍からも未練を抱かれていて再会のたびにヨリを戻したいと懇願されるも新ロカカカを最優先している事もあり相手にしていない。本人に自覚はないが、複数の男性に好意を寄せられる美貌と性格の持ち主。透龍の話から察するに彼から別れを告げられた様である。
13歳のときに、岩動物に蝕まれたことがあり、その際に吉良ホリーと吉良吉影に出会っていた。忘れていた記憶を鼻炉山での礼との共闘を経て思い出す。また新ロカカカの枝は東方家にあると考えており、定助・礼とは意見が異なり、孤立している。しかもその考えは見事に当たっていた。単独行動を取って東方家にスタンドを送り込み、新ロカカカの枝を探し出そうとする。しかし常敏に見つかり、密葉にも切り捨てられ、右腕を欠損する。新ロカカカを摂取し、常秀の右腕を代償として腕を治すも、透龍が黒幕と判明し対峙する。ラストバトルでは、遠隔地にいた定助の「ゴー・ビヨンド」の射撃を、ペイズリー・パークで中継して透龍に命中させ、勝利に大きく貢献する。弱いという理不尽な理由で豆銑礼からは信頼されていない。戦いとなると康穂自身が女性で非力であるものの、ペイズリーパーク自体がそれを大幅に補うほど有能であり、本体である康穂自身も頭がキレ、行動力や機転が効く。
ペイズリー・パーク
【破壊力 - なし / スピード - なし / 射程距離 - A / 持続力 - A / 精密動作性 - D / 成長性 - C】
全身に地図をあしらったデザインの遠隔操作女性（人）型のスタンド。パワー自体は並の人型スタンドで長所とはいえない。しかし人間の足首を180°回転させ骨折させるほどの腕力はある。
携帯やカーナビ、町の防犯カメラやあらゆる情報システムを利用・干渉し、対象者のわずかな痕跡を探し当てて追跡して情報収集を行い、康穂や仲間を安全な方向へ誘導していく能力。主に康穂のスマートフォンを介して能力を行使することが多い。康穂がピンチに直面するとディスプレイに「食べ物と道具」などの二つの選択肢が現れ、その場の状況に合った方を選ぶことによりその物が発現し康穂や仲間を安全な方向へ誘導してくれるが、時間制限付きの場合もあるため選択肢を選択できなかった際は康穂が自力で切り抜けなければならない。また、定助に直接働きかけ康穂の危機を連想させるよう記憶を呼び覚ましたこともある。アーバン・ゲリラとの戦いではスタンドでスプリンクラーを起動させるなど他の機器にも干渉した。遠隔操作のスタンドパワーが機器を伝わって宿り、ダメージは康穂に連動する。
スタンドの発想は、カーナビなどが延々と間違えたことを言う「バカナビ」から。
スタンド名の由来はプリンスの楽曲「Paisley Park」である。荒木曰く、交通表記のデザインにしようと思っていたとのことで、「P」や「パーキング」といった場所のイメージを考えた結果であり、ソフト＆ウェットと合わせてプリンスで統一することになったという。
豆銑 礼（まめずく らい）
植物鑑定人。31歳。憲助専属の果樹栽培師で、常敏にすら企業秘密の人物。何かにつけて「ドヤ」と言ってドヤ顔をするクセがある。独自の確率計算をして、パーセント単位で先を予測する。
スキー場のリフトを借りて家として生活をしている。果樹など植物を育てる名人で、スキー場の斜面を果樹園にし、「下部で育てた植物を病原菌のかませ犬にすることで上部で育てた植物の品質をよくする」シビアな方法で、高級で美味な果物を生産している。
かつて父親が育てた梨が売れに売れて莫大な利益をもたらしたが、それを妬んだ者たちの悪意によって豆銑一家は破産させられた。その事もあり重度の人間不信で気難しい性格になる。礼は半ば世捨て人となり果物を育て始め、初めて果物を買ってくれた東方フルーツパーラーの憲助のためだけに栽培するようになる。
接ぎ木されたロカカカの枝を探す定助に対し、憲助が紹介したことで協力することになり、敵を察して自分から定助に会いに来た。スマホ写真だけでどの枝がロカカカなのか見抜き、さらには越冬できないと察し、特別な「虫」を用いて早期収穫を図る。
アーバン・ゲリラとドレミファソラティ・ドとの戦いでは定助に自分を守ることが第一だと何度も説き、康穂を無理やり囮にしたが見限られる。そんな定助を「気に入った」と称し、共闘を認める。戦闘で左手の四本指を失うも、定助とのコンビネーションにより彼らを撃破した。続くプアー・トムとの戦いでは、加圧の結界による反撃で押し潰され敗北しかけるが、自身のスタンドで全身を解体したことにより生還する。東方家の果樹園火災の後、憲助以外の東方家の皆の前に初めて顔を出し事態の深刻さを説明する。以後はリーダー的存在として定助や康穂を引っ張っていく兄貴分となる。
定助・康穂との3人チームであるが、囮にされた件もあり、康穂と意見が対立することが多い。植物鑑定人としての能力に自信があり、弱い康穂を信頼し切っていない。常敏のことは信用せず、果樹園に火を放った犯人だと目星はついているが、動機まで詰め切れてはいない。東方家を探る康穂とは別行動をとり、あくまで院長を追う。病院で院長と交戦するも、しゃぼん玉攻撃が厄災となって誤爆し敗北、死亡した。死の間際に、定助のしゃぼん玉が秘めていた回転の力を助言した。
ドギー・スタイル
犬のような細長い顔と逆三角形に近い形の巨大な上半身を持つスタンド。「豆」と書かれた両肩からは支柱のような腕が垂直に生えており下半身は存在しない。
本体である豆銑礼の体を帯状に解いて（作中では「りんごの皮をむくように」と説明されている）伸ばす能力を持つ。解いた部位は単純な強度こそ落ちるが、実際の手足のように操ることができる。普段は遠くにある果実を収穫する時などに使っているが、戦闘の際は解体した手をナイフに巻き付けて相手に突き刺す、自分の体でボウガンを作り出しフォークを飛ばす、相手を締め付けるなどといった方法で攻撃に用いる。また全身を解体することで、自身への攻撃を少なからず受け流し致命傷を避けることも可能。20巻では、解体した指先を鋭利な刃物の如く操り、ロカカカの果実を次々と切断するという芸当を見せた。
スタンド像は豆銑が能力を発動する際に横に浮かび上がるだけで、これ自体に戦闘力はない。鳩と同じく「本体が攻撃する」タイプ。
吉良 吉影（きら よしかげ）
故人。1982年生まれ。29歳没。船医（船乗り・医師）。ジョニィ・ジョースターと東方理那の末裔で、首筋には定助と同じジョースター家の血統であることを表す「星型の痣」がある。父は死去、母は吉良・ホリー・ジョースター、妹は京（虹村京）。
住所はマンションつつじが丘204号室。「壁の目」で定助が見つかった場所のさらに奥から、死後3日経った睾丸の無い遺体で発見された。第1話の時点で死んでいる。
美しい手をしたナルシスト。部屋にはモナリザの絵が飾っており、切った自分の爪を瓶に収集している（Part4吉良吉影と共通の嗜好）。棚にはグリーンピースやワサビなど緑色の食品を陳列している。曖昧なことを嫌う。笹目桜二郎いわく、どこかで殺人を犯しているとわかる危険な雰囲気を漂わせている。貨物の管理番号を一瞬で記憶して思い出せるほど知力も優れる。スタンド使いは引かれ合うことを熟知し、計算できない縁（南の海でトビウオが跳ねた、という偶然のチャンスからロカカカを得ることができたなど）には慎重。
笹目桜二郎に催眠をかけて「指を食わせる」という暴挙を行ったことがあり、復讐を決意されるほど恨まれている。
奇病に蝕まれた母を救う手段を模索していたとき、勤務船で岩石と化した大年寺山愛唱と出会い、等価交換によりあらゆる病を治す果実「ロカカカ」の存在を知る。そこで協力者として、かつて自身と母が救った青年・空条仗世文を勧誘し、仗世文に「恩義」から快諾される。2010年の秋にロカカカの枝を盗み、接ぎ木して果実を2個実らせることに成功する。しかし収穫目前の2011年8月19日に仗世文と共に田最環・八木山夜露の襲撃を受け、戦って仗世文を守るも、肝臓と後頭部に2つの致命傷を負う。仗世文に2個の「新ロカカカ」を食べさせられて、仗世文の肉体との等価交換で傷が癒えるが、地震の地形変動で壁の目の地中に埋まり、吉影は蘇生することなく死体として発見され、肉体の一部が定助の半身として今なお生きている。吉影の肉体の一部を、仗世文が受け継いだのが定助である。
Part4に登場した同名のキャラクター・吉良吉影と同名だが、役回りは異なり善人である。
キラークイーン
姿形はPart4の吉良吉影のスタンド「キラークイーン」に酷似しており、爆弾に関する能力である点も同じだが、詳細は異なる。
「星マークのついたしゃぼん玉」を生成する。このしゃぼん玉に触れると爆発する。この能力が東方定助の「ソフト＆ウェット」に引き継がれた。
シアーハートアタック
「爆弾戦車」を複数台生成する。サイズは可変で、手のひらサイズならば小型ボートを木端微塵にするほどの破壊力を持ち、ミクロサイズならば人体内部に医療用ナノマシンのように送り込んで血管を傷つけず血栓のみを破壊するような精密な爆破ができる。後者の方法で、死に瀕していた幼い仗世文を救った。こちらの能力は定助には引き継がれていない。
空条 仗世文（くうじょう じょせふみ）
短めのリーゼント頭の青年。19歳。T学院農学部所属の大学生。作並カレラが定助と勘違いした人物。
幼い頃、母親から離れたところで海遊びをして溺れ、近くに来た母親に助けを求めたが見殺しにされて生死の境をさまよっていた所をホリー（と、吉影）に救われる。スタンドに目覚め、スタンド使い同士で引かれ合い吉影と再会する。吉影からホリーを病から救うために岩人間の「ロカカカ」を盗むという計画を聞いて協力を申し出る。
2010年の秋に大年寺山愛唱からロカカカの「枝」を奪い、スタンド能力を用いて接ぎ木を行い、密かに栽培していた。しかし震災後に田最環に察知され、2011年8月19日の収穫目前に吉影との打ち合わせ中に、田最環たちから襲撃を受ける。田最の尋問に屈し、吉影を裏切りかけるが、吉影に救われ、裏切りを謝罪する。ロカカカが2つ・吉影の致命傷が2つ・新ロカカカは他者との等価交換が起こる、といった条件に直面することとなり、吉影を蘇生させるために自らの全てを差し出すことを決意し新ロカカカ2個を吉影に摂取させる。だが最終的には、発生した余震を受けて地面に埋まり、記憶のない「東方定助」の半身となった。
カレラに惚れられている。また彼が接ぎ木した「新」ロカカカは旧種と異なる効力を見せているため、岩人間たちに狙われることとなる。
名前の由来は、ジョセフ・ジョースターがラヂオ・ガガ事件の際に落とした下駄を空条仗世文の祖父が拾い、その下駄に刻印されたジョセフの和名である『仗世文』という名前が印象に残っていた為に付けられた。
ソフト&ウェット
東方定助のスタンドの基となったスタンド。ヴィジョンも同じである。
「星マークの無いしゃぼん玉」を発生させる。詳細な説明は行われておらず全貌は不明ながら、吉影からは「吸い上げる能力」と言われる。ラーメンの上に零した胡椒を吸い上げてテーブルの上に放出したり、切断された枝を木に接着（接ぎ木）したり、フルーツをバラバラに分解して口の中に運んだりといった活用を見せている。
吉良吉影のキラークイーンと、仗世文のソフト&ウェットが融合したスタンドが、「定助のソフト&ウェット」である。そのためしゃぼん玉の特性が、後の定助のスタンドとも異なる。吉影が1個目の新ロカカカを食べさせられた時点で、等価交換により、仗世文のスタンドにも星マークが表れていた。

### 東方家関係者
現在までに登場している東方家直系でスタンド使いの人物が操るスタンドは、名に「キング」が入るという共通点がある。歴代の跡継ぎは初代東方憲助（妻・照）→二代目憲助＝常平（妻・豊子）→三代目憲助＝常照（妻・伴子）→四代目憲助＝常助（妻・花都）→常敏（妻・密葉）→つるぎ。代々の長男には「身体が石化していく」という「呪い」のような奇病がある。尚、地元では名士で大変な資産家と有名であるが、同時に憲助の元妻の花都の殺人事件や先祖代々の長子の奇病の噂も語り継がれており、悪評もある。
四代目 東方 憲助（ひがしかた のりすけ）
声 - 小杉十郎太
身寄りのない定助を引き取った東方家の家長。59歳。北米大陸横断レースの参加者だった日本人「初代東方憲助」（Part7『スティール・ボール・ラン』のノリスケ・ヒガシカタ）の曾孫で、フルーツの輸入事業で成功した曾祖父の後を継ぎフルーツ専門店「東方ふるうつ屋」「東方フルーツパーラー」を経営している。高級品を扱っていることを鼻にかけたような発言もしているものの、それは真に特別なフルーツを誰よりも理解しているからである。
気さくな性格で、家庭内では皆から慕われる優しい父親。倫理観も持ち合わせている人格者。おだてにはかなり弱いようで舞い上がると人の話を聞かないところがある。一方では古風な家制度を重んじている言動もあり、定助や康穂に釘を刺すこともある。またプライバシーを大切にしており、家族であっても自分の部屋には立ち入らせない。目の不自由な大弥を甘やかし過保護に育て溺愛したり、アルバイトもせず父親である自分に金をせびる常秀に論ずるも結局お小遣いをあげたり、常秀の部屋を定助に譲ってガレージに移した事に当然文句を言った常秀に10万円を渡して金で買収するなど親の自覚のない部分もある。
経緯は不明だが「スタンド」の名称やそのルールを熟知している。
当初は「怪しい人物」という演出が強く、定助からも「貴方が一番怪しい」と信用されていなかった。果てには孫のつるぎまで疑いをかけられ、そこで憲助は、ついに自身の考えを告白する。目的は、東方家の長男に代々現れる奇病の克服。定助に目をつけたのは、定助の半分を構成する吉良吉影が病を治す何らかの方法を見つけていたからである。さらには定助を吉良の想いを受け継いだ存在と見ており、彼を引き取ったのも息子同然に扱うという決意の表れであった。八木山夜露との戦いで共闘したことを経て、定助の信頼を得るようになる。だが、卑劣な敵たちに「実家族と定助の二択」を突き付けられて苦悩する事態に2度（夜露戦、田最戦）立たされ、2度目では、はっきりと定助を切り捨てる苦断を下している。豆銑礼の恩人でもある。
妻の花都とは、花都が殺人罪で刑務所入りしたことで15年前に離婚。長女の鳩や当時3歳だった常秀や産まれたばかりの大弥には離婚して家を出ていったきり死んだと説明していた。出所した花都の帰還には驚愕し、まったく歓迎していない。
東方家の家系図の記述に従えば、「憲助」を襲名する前の名前は「常助」と定助と同姓同名。1963年（連載時は1971年だったが単行本で修正されている）の冬に11歳で奇病を発病している。母・伴子の自己犠牲により生還した。自身も孫のつるぎを救うためなら命を捨てることができると決意している。新ロカカカの所有権は定助にあると納得している。新ロカカカをめぐって常敏と対立したことで、首の血管に火傷を負わされて無力化されるも、常敏が手加減をしていた為に軽症で済んでいた。透龍との戦いの後、「ワンダー・オブ・U」に取り憑かれて殺されかけるも、駆けつけた定助に救出され一命を取り留める。その後、救急車に搬送され、最終回にて退院した。
キング・ナッシング（King Nothing）
ジグソーパズルが組み合わさってできた人型の遠隔操作型スタンド。対象の匂いを可視化、記憶して追跡する能力を持つ。パズルを組み替えて形を変えることもできる。
東方 常秀（ひがしかた じょうしゅう）
声 - 三浦祥朗
東方家の次男。康穂と同じ大学の一年生。18歳。康穂の幼馴染であり、彼女に想いを寄せているが、一方的な片思いで（キスはした）執拗につきまといストーカー行為を繰り返す等、非常に嫉妬深く、キレやすく、嫌味な性格。定助を誤解や嫉妬の怒りで殺そうとしたり、騙して陥れようとしたりしたことがある。金に汚く、欲しいものがあってもバイトもせず父親にせびるなど精神的にも経済的にも自立せず依存している。
性格は決して良くないが家族思いである。
壁の目で「歯型の傷」を負い高熱を発して寝込み、後にカツアゲロードの体験でスタンド能力に目覚める。父・憲助が得体の知れない定助を引き取った思惑も知らされておらず、父が定助を特別扱いしていることや、康穂が定助と仲良くなっていることが気に入らない。だが康穂に対する恋心は本物で、物語当初彼女の浮気相手だと勘違いした定助を殴り殺そうとしたり、厄災編では彼女が片腕を損失する大怪我を負った時は必死になって家族の呪いを解く鍵でもあり、自身の甥であるつるぎがボロボロの状態で今すぐ新ロカカカが必要である状態であるにも関わらず、新ロカカカを持っていき、定助なんか当てにしなくていいから俺が君を守ると宣言する程である。
第1話から登場しているが、定助を取り巻く真実を知らないため本筋のストーリーにはあまり関わらず、コメディパートで痛い目に遭ったりすることが多い。尚、つるぎからスタンド攻撃を受け錯乱状態となった康穂が定助と間違えて抱きしめてしまった時も公衆トイレに連れ込んで強姦未遂を犯すなど卑劣な性格。カツアゲロード編で活躍したほか、ミラグロマン編では主役になった。
厄災戦では、巻き込まれて錯乱し、康穂の負傷と等価交換で自分の身体が欠損したことで、未練がましくわめきちらす。醜態をさらし、雑に倒されて失神した。生き残るが、右腕は萎んだままで後遺症を負っている。最終回では憲助の退院祝いのケーキを選ぶ際に、他の家族と共に定助が選ぶ様に後押しした。
作者の荒木は常秀について、「ダメなやつというか、愛すべきやつなんですよ」「金とかそういう欲望に走っていくところがすごく好きなんです」と語る。
ナット・キング・コール（Nut King Call）
【破壊力 - C / スピード - D / 射程距離 - C / 持続力 - A / 精密動作性 - E / 成長性 - A】
体中にネジとナットを付けられた人型のスタンド。攻撃対象の人や物にネジとナットを埋め込み、ネジを外すことによってその部分をバラバラに分解できる。つけ外しも自由自在で、人体に用いると出血無で付け外しされる。異なる物同士をくっつけることも可能。
もともとのアイデアは、主人公（1話の謎の少年＝定助）の能力のボツ案。『JOJOVELLER STANDS』には未収録であるが、『JOJOVELLER mini.』にて追加する形で明かされている。
東方 常敏（ひがしかた じょうびん）
東方家の5代目長男。32歳。つるぎの父。つるぎいわく「毎日が日曜日」だと思っているタイプ。顔に縦線が入った青年。作中の事件の元凶の1人でもある人物。
世界を飛び回る優秀なビジネスマン。定助の東方家入りと入れ替わりのタイミングで海外に出かけて、#033（8巻）にて帰国した。相田みつをのファンで、彼の名言を口にしては周りの人間と「だものォー！」と言い合うことを楽しみとしている。愛車は黄金色のランボルギーニ ガヤルド。
熱心なクワガタムシ・カブトムシの愛好家で、世界中で珍しいクワガタムシを見つけては家に持ち帰り、「アスリート」「グラディエーター」として飼育している。自分の得意分野では非常にプライドが高く、クワガタ相撲で勝つためにクワガタが死んでしまうような細工すら仕込む。
八木山夜露とロカカカの果実の秘密を探ろうとする定助とクワガタムシの決闘ゲームを行う。定助のギネス級大型パラワンオオヒラタクワガタに対して、同種のアスリートと、小型のローゼンベルグオウゴンオニクワガタを用いた。その裏で康穂がスタンドでクルマの走行記録を探ったことで、岩人間とつながっていることが判明した。
東方家をもっと繁栄させるために新ロカカカを手に入れたいと考えている。彼もまた子供の頃に病を発病したが、母・花都が手を汚してまで助けてくれたことで今がある。そのため、父と異なり野心が高く、母のように自分がつるぎを救うためなら黒い行為も辞さない。
田最の密売団の外部協力者として、ロカカカ闇取引の資金洗浄役を担っていた。田最が定助に敗れた後は、刑務所を出た母の花都を家に迎え入れたり、ドロミテと接触して定助を洗脳し「植物鑑定人」を確保しようとした。だがプアー・トムに騙されて東方家ごと抹殺されそうになる。その際はスタンド攻撃を受けるつるぎを必死で守り抜き、果樹園を火の海にするという奇策を用いてプアー・トムを誘き出した。結果、定助とプアー・トム双方を出し抜いて新ロカカカの枝を獲得し、鉢植えを隠し持っている。
しかし終盤になると、積み重ねた因縁のつけが回ってくる。笹目桜二郎は単なる小物のクズにすぎず排除できたものの、つるぎが発病してしまい、また悪行が憲助にバレてしまったことで対立して手にかけることとなる。そこまでして新ロカカカを守り切ろうとするも、院長のスタンドの術にはまり、厄災で死亡する。

スピード・キング
かかしのような姿をした人型スタンド。ピンポイントでの発熱・点火能力を持つ。射程距離は10センチメートルほど。
クワガタ相撲では、「ローゼンベルグオウゴンオニクワガタ」に仕込んだワックスを筆で触れて溶かし、意図的に攻撃を操作していた。対人ならば部位を絞る必要があるものの、出血させたり意識を失わせ、加減しなければ殺害もできる。プアー・トム戦では発火の化学反応で漂白剤から酸素を作ったり、燃料に火をつけたりもしている。ラッシュ時の掛け声は「SPEEEYYY （スピイイイイイ）」。
初登場時とその後でデザインが若干変化している。
東方 密葉（ひがしかた みつば）
常敏の妻でつるぎの母。31歳。夫と共に2巻から姿を見せているが、以降はまったく姿を見せず、本格的に登場したのは#077（19巻）からとなる。常敏と同じく容姿が大きく変化している。夫婦仲は良好で、夫に隠れて美容整形を受けている。
19巻では、TG医大病院の羽伴毅医師の患者として登場。健康体だが完璧になりたいと考え、初めは豊胸のために羽の治療を受けた。しかし、その代償に別の身体の一部が岩化し、そこを治療するとまた別の一部が岩化するということをくり返している。これはロカカカによる等価交換の影響だが、本人は病気と思い込んでいた。
羽の能力で以前から東方家の内情を探るスパイとして利用されていた。羽の悪企みを知り、康穂・定助と協力して羽を撃退する。上述の「病気（頭皮アレルギー）」は羽のロカカカによって完治したが、実は知らず妊娠中の第二子を犠牲にしたものだった。再び等価交換を行うことで胎児を取り戻し、代償に鼻が石化した。また院長のスタンドの術をかけられており、23巻以降の展開にて東方家に厄災を持ち込むことになる。
アウェイキング・IIIリーブス
矢印の装飾が大量に付いた、長い防災頭巾を纏ったような人型スタンド。
「矢印」を3個まで作り、その方向にエネルギーや物質を強制移動させる。ベクトル計算の要領で、力を操作する。
東方 つるぎ（ひがしかた つるぎ）
声 - 井口裕香
東方家の6代目長男。常敏と密葉の息子。2002年生まれの9 - 10歳。本名は「剣」と書く。おかっぱ頭でサングラスをよくかけていてダジャレ好き。
一人称は「あたし」の女装少年（後に「僕」に変化）。これは東方家では病気の魔物からの魔よけのため、長男を12歳まで娘として育てるという掟のためである。だがこれはあくまでも迷信であり、解決には至っていない。女装している事や、祖母の花都の事件の加害者家族という事が原因で学校で女子グループからイジメを受けている。康穂に好意を寄せていて、子供である事を最大限に利用し、彼女に頬擦りしている。
まだ発病には至っていないが、いずれ訪れる病に恐怖している。そこを八木山夜露につけこまれ、病を治療するという条件と引き換えに、夜露の定助殺害計画に加担する。「壁の目」付近に定助を誘き寄せ夜露の能力に陥れるが、同時に憲助も巻き込むことになり、彼の説得に応じて定助らをシェルター内に招き入れた。
病を治す手掛かりが夜露の遺した果実（ロカカカ）にあると判明してからは、その正体を突き止めるべく定助に協力するようになる。その一環で康穂と共に父のことを調べ、大年寺山愛唱を尾行した。尾行を見破られてスタンド能力での対決となり、終始追い詰められたものの最後の最後に術中に陥れて勝利した。
家族と共にプアー・トムの罠に落ちるが、父と共闘することで新ロカカカの枝を奪回する。果実収穫を目前としながらついに発病し身動きがとれなくなる。最終的には、祖母花都によって病＝呪いを新ロカカカの等価交換で透龍に移すことで、完治し生還する。
ペーパー・ムーン・キング
【破壊力 - E / スピード - E / 射程距離 - C / 持続力 - C / 精密動作性 - B / 成長性 - E】
折り紙を遠隔操作する能力。「蝉」は空を飛び、「カエル」なら跳びはね、「バナナ」は踏むと滑るなど、その形の特徴を持つ。物体を折り紙にすることも可能で、康穂のスマホを折り紙のカエルにして遠隔操作するという応用も見せた。
さらに特殊能力として、この折り紙に視覚などの認識能力が狂わされる。術にかかると周りの人間の顔が同じに見え区別がつかなくなり、文字やデザイン、看板も同様にわからなくなる。誤認能力は調整ができるようであり、危険物を人に誤認させることで大年寺山愛唱の撃破（殺害）にも成功している。遠隔操作スタンドのため折り紙へのダメージはつるぎに跳ね返る。
略称の「ペーパー・ムーン」で呼ばれることも多い。
つるぎの発病に伴い、スタンドが暴走する。
東方 鳩（ひがしかた はと）
東方家の長女。24歳。職業はファッションモデル。モデルとして活躍しているのかよく表紙を飾ったり著名人と会食している。全身タイツのような服を着用している。大学卒。バカな言動が多いが常識的な人物。常秀とはよくケンカになるも面倒見はよい。定助に好意的で、髭剃りを強くやり過ぎてる時に心配したり、実母の事件を教えていた。
仕事先で知り合った田最環と恋仲になり、彼を邸宅に招いて家族に紹介する。だが真相は、彼が東方家に入り込んでスタンド攻撃を行うために利用されたにすぎなかった。裏切りに涙しながらもスタンド能力で田最に反撃し、定助と共に倒す。
その後、出所して帰宅した母と再会を果たす。母が逮捕された当時9歳のときのことを覚えており、今でも母の罪を許していないようである。
ウォーキング・ハート
胸にハートマークがついた藁人形のような女性型スタンド。
本体の両足の踵を靴ごと硬質化させ、4メートルまで伸ばすことができる。鳩はヒールをレイピアのように延長させて蹴りで攻撃する。延長させたヒールの威力は高く、人体を紙のように貫く。他には、突き刺すことで壁歩きも可能としている。
東方 大弥（ひがしかた だいや）
声 - 早見沙織
東方家の次女。16歳。耳のついたフードを常に被っている。2〜3歳の時に断層から転落したことで視力をほとんど失った。そのような境遇もあって父・憲助からは溺愛されている。家の中は知り尽くしており不自由なく自分で行動できる。常秀と仲が良い。抱きつき癖があり頻繁に抱きつくなど、精神年齢も見た目も実年齢より幼い。
自他共に認める巨乳美少女で人懐っこく所有欲の強い性格で、公正さを重んじており、他人から気を遣われることを嫌う。語尾に「なりィ〜」とつけて喋ることが多い。例によって激昂すると常秀以上の激しい怒りを見せる。
当初は憲助の放った刺客として定助に差し向けられる。しかし彼女は父の思惑は知らず、単純に定助に好意を抱き、自分だけのものにするために女の武器を使って誘惑したり、スタンド攻撃を仕掛けるものの、スタンドで彼の策にはまって影を踏んでしまい、奪った記憶を取り返されて敗北。憲助の思惑とは逆に定助に手懐けられた。なお、定助といい仲になっている康穂に常秀同様兄妹揃って嫉妬しているが、彼女との関係は良好。以降は純粋に家族として接している。彼からは恨まれたりしていないが、適当にあしらわれていて相手にされていない。
カリフォルニア・キング・ベッドちゃん
【破壊力 - なし / スピード - なし / 射程距離 - E / 持続力 - B / 精密動作性 - E / 成長性 - E】
相手が予め約束したルールを破るたびに発動し、相手の記憶の一つをチェスの駒にして奪うスタンド。顔の付いた体の各パーツが紐でつながったようなデザイン。
駒となった記憶を元に戻すには、大弥に記憶の持ち主の影を踏ませるしかない。駒を物理的に傷つけると記憶の持ち主にダメージが伴う上、完全に破壊すると封じられた記憶は永久に失われる。大弥は駒の中の記憶を自由に読むことができる。
女の子のスタンドなので、フワフワしていてかわいらしいデザインとなっている。本人いわく、断層から転落した際に視力の代わりに身につけた能力だという。
スタンド名の由来はリアーナの楽曲「California King Bed」。
東方 花都（ひがしかた かあと）
憲助の（元）妻で、子供たちの母親。52歳。#055（14巻）で初登場。年齢にそぐわず非常に若々しい容姿をした美女である。
殺人罪で15年間刑務所に入っており、常敏の手引で彼以外には出所を告げずに東方家へ現れた。本人は今でも殺人は「正しい事」であったと断言する。
逮捕当時、常秀と大弥は幼かったため彼女のことを覚えておらず、鳩は覚えているが忘れたがっていた。だが常敏とは連絡を取り合っていた。自分を庇わず刑務所入りさせて離婚した憲助のことは恨んでいるようだが、自分が産んだ子供たちは今でも変わらず愛している。しかし、自分を貶した常秀に遠慮なく制裁を下した。東方家に入り込み、憲助に財産を要求している。
常敏をかばって殺人の罪を被っている。11歳で発病した常敏がいじめっ子に追い詰められ、スタンド能力を発現させ彼を殺しかけたため、花都は「常敏の病」と「いじめっ子の生命」を土地のパワーで等価交換した。いじめっ子はそのまま死に、数年後に死体が見つかった。全て自分がやったことにして、常敏のことは一切口を割らなかった。
常敏の死を目の当たりにして、息子の悲願を果たすべく行動する。ゴー・ビヨンドで致命傷を負った透龍の前に現れ、スタンド能力を用いて、透龍の動きを止め、新ロカカカの接ぎ木から樹液成分を搾り取り、能力で挟み込んでいたつるぎを透龍に接触させて等価交換を起こし、つるぎの病＝呪いを透龍に移して止めを刺す。代償に厄災をくらい、最終的には家族に看取られながら死亡する。
スペース・トラッキング（SPACE TRUCKING）
【不明】
常に持ち歩いている、東方家の家紋が入ったトランプ一枚一枚の隙間の空間に物を隠せる能力。服役の際、トランプは刑務所内への持ち込みを許可されていたため、その能力で所内に携帯電話も持ち込んでいた。また宙に舞うトランプと地面に落ちているトランプの間に挟みこませることで、人一人を地に押さえ込ませることも可能。
虹村 京（にじむら けい）
東方家に仕える家政婦。22歳。名前である「京」の読みは「けい」だが、作中においては長らく「きょう」と振り仮名が振られていた。作者曰くこれは誤植であり、単行本24巻より修正されている。
物腰は丁寧だが、冷静でポーカーフェイス。メイド服姿で、星の模様をしたタイツを履き、「GU」と描かれたポリスハットのような帽子を常に被っている。基本的に礼儀正しく、黙々と仕事をこなすタイプ。本心と目的を隠している。
正体は吉良吉影の妹で、首筋にはジョースター家の血統であることを表す「星型の痣」がある。Part7の主人公ジョニィ・ジョースターの子孫であり、東方家とも遠い縁戚関係にある。
「東方家は何かを知っている」と考え、その秘密を探るため、東方家に「家政婦の虹村」として潜り込んでいる。一方で、たった一人の家族である入院中の母、吉良・ホリー・ジョースターを陰で守っていた。ホリーに会うため大学病院に向かう定助を敵と誤解してスタンド攻撃を仕掛けたが敗れ、定助が敵対する人物ではないと分かり仲間となる。定助に「壁の目」の持つ「2つのものが混ざり合う」という特異な現象を教え、彼が吉影と混ざった人物であることを教えた。田最環のスタンド攻撃で敗れるが、定助が田最を倒したことで生還する。いつも帽子をかぶっているのは兄同様。
病院編で再登場し、院長戦に参戦するも敗北、死亡した。
ボーン・ディス・ウェイ（BORN THIS WAY）
【破壊力 - C / スピード - B / 射程距離 - A / 持続力 - A / 精密動作性 - E / 成長性 - E】
黒色のバイク乗りの姿をした自動追尾型スタンド（ライダースーツ、ヘルメット、バイクもスタンドの一部）。ターゲットをロックオンすると、あとは標的が「何かを開く動作を行う」と自動的に出現して、強烈な冷気と共にバイクで突進攻撃を延々と繰り返す。相手が何かを「閉める」動作を行うと消える。
遠隔自動操縦スタンドであり、京にはダメージが跳ね返らない。また物理的な条件がトリガーとなっており、京の意思で自在に出し入れはできない。
本誌掲載時は「ゴーイング・アンダーグラウンド（GOING UNDERGROUND）」というスタンド名だったが、単行本の際に訂正された。
ヘルメットを取ったら人間ではなくスタンドだと一目で判断できるように、首をなくして頭をめり込ませた風貌になっている。
スタンド名の由来はレディー・ガガの楽曲「Born This Way」。
岩助（いわすけ）
東方家の敷地周辺にいた野良犬。名前はつるぎにより命名（この時、定助と憲助は露骨に嫌な顔をしていた）。
元々は東方家の長男に現れる奇病にかかっていたが、八木山夜露にロカカカの実を食べさせられ、生存している。この様子を見てつるぎは夜露との取引に乗った。夜露の死後、つるぎにより東方家の飼犬となった。岩人間と同じように皮膚を硬質化して眠ることから、生物としては「岩犬」と呼称される。また、壁を自由に通り抜ける能力を持っている。
後の回想描写では、仗世文が吉影に摂取させた新ロカカカのかけらを拾って食べていることが判明した。吉影と仗世文の等価交換で岩化した分とのさらに等価交換で、岩犬となったらしい。

### 岩人間
定助と敵対する勢力。人類を含む炭素系生命とは別系統の珪素系生命であり、外観は人類に似るが生態は大きく異なる。一例として、皮膚を岩のように硬質化させることができる、人類と比べて長寿である（推定寿命は240歳）、不定期に訪れる睡眠期があり、一度眠ると30日から90日は眠り続けるがそれ以外では睡眠を必要としないなど。
99話の岩人間の生態の解説するページにはエンヤ婆など過去作の登場人物も描かれているが、関連性については明言されていない。
岩人間以外にも岩動物と岩昆虫呼ばれる生物もいる。

#### ロカカカ密売団
物語前半における定助の敵対勢力であり、田最環をリーダーとする総員5名の小規模な岩人間グループ。東方常敏の協力により、東方フルーツパーラー名義で海外からロカカカを密輸し、富裕層に売りさばくことで金儲けをしていた模様。ロカカカを盗み出した吉良と仗世文を探し出して襲撃し、結果的に定助が誕生するきっかけとなった。
なお、後に登場するTG大学病院の岩人間たちの下部組織であったことが判明する。
八木山 夜露（やぎやま よつゆ）
声 - 松風雅也
建築家。孤児の「八木山夜露」を消し、彼に成り代わって生活していた岩人間。28歳（彼ら岩人間の年齢は全員が偽り）。岩人間の中では最初に登場して倒された。
定助の正体について何か知っているようで、彼の「記憶」を戻らせないために定助を殺そうとしている。彼や康穂のことをずっと見てきたと語る謎の青年。性格は冷徹かつ狡猾。現在の東方邸および駅前フルーツパーラー店舗の建築設計は彼によるもの。憲助・常敏と別々のパイプを持つ。憲助の財産を狙っている。
2011年の8月19日、仲間の田最環と共に「ロカカカ」を盗んだ犯人である仗世文・吉良の両名を襲撃して、戦闘の末に吉良を死に至らしめる。数週間後、東方家に引き取られた定助の正体に気づき、殺害を計画。新ロカカカ探索の目的も兼ねて、東方家の敷地に侵入し、岩人間の体質を生かして庭に潜伏していた。そこでつるぎに接触して「謎の果実」をちらつかせて「病を治してやる」という交換条件で計画に加担させたり、康穂を人質として利用するなどして定助を始末しようとする。定助と海中戦となり、岩化で防御を固めるが、網を巻き付けられ、さらにしゃぼん玉を喉に詰められ、溺死。残骸（死体）は憲助の人脈で科学解析が行われている。
また、本体の両目から膜のようなものを引き出して康穂に巻き付けて苦しめるというシーンがあった。後にスタンドが登場したが、前述の能力については特に解説はされていない。
アイ・アム・ア・ロック（I Am a Rock）
透明のカプセルを頭にかぶり、体中の棘がカプセルを貫通し外へ突き出ている人型スタンド。
本体が相手に一度触れることで能力が発動する。その周辺の何か（植木鉢、栗、農薬など、夜露が決めた物）が相手の体の中心に向かって徐々に加速しながら集まってくる。定助はこの状況を「重力の愛情」という言葉で表している。
大年寺山 愛唱（だいねんじやま あいしょう）
杜王スタジアムの非正規警備職員。29歳。「ロカカカ」の売人であり、東方常敏とも取引関係にあった。
非常に神経質な性格で、鳥に見られるだけで動悸が止まらなくなったり、糞をかけられて癇癪を起こしたりする。そのため救心を常用している。
夜露同様に人間としての肩書と職業を持っているが、彼もまた岩人間である。過去に夜露に建ててもらった家で人間の女性と交際していたが、自分が1か月間、岩となって眠っている間に女性に浮気され、土地の権利書と共に逃げられた過去を持つ。眠っている間に自宅が取り壊されたが、この時夜露に助けられて事なきを得る。以来、彼に対する信頼は厚い。
常敏とロカカカの鉢を取引する場面が録画されており、康穂とつるぎに尾行されたためにスタンドを使って2人を殺害しようとする。お互いにスタンドの術中にはまった状態で戦闘になるが、自動追尾の能力で一方的に追い詰め、後にその標的が常敏の息子であることが判明。側にいた常敏に掴み掛るが、実はバス車両を常敏と誤認するようにつるぎのスタンドの術中にはめられており、バスに轢き殺されて粉々に粉砕された。
仲間内ではロカカカの売人役を担当。船で吉影に岩化した姿を見られており、吉影が介入する機縁となった。
ドゥービー・ワゥ! (Doobie Wah!)
頭に王冠をつけた、ランプの精のようなデザインのスタンド。
本体が触れた標的をどこまでも追跡する遠隔自動操縦型のスタンドで、射程距離は無限。標的の呼吸に反応して竜巻と共に出現し、切り刻んだり粉々に破壊したりする。呼吸が小さくなればそれに応じて竜巻の大きさも小さくなるが、標的が呼吸をしている限りどこにいても瞬時に出現する。
エイ・フェックス兄弟
瓜二つの外見をした双子の岩人間。共にサッカーのユニフォームを着用しており、細目で坊主頭。兄弟で、ピアスの位置が異なる。
8月19日に仗世文と交戦しており、逃げ延びた仗世文とカレラを追っていた。カレラを発見し、定助と交戦となる。一目見て、定助の正体を理解した。
名前の由来はイギリスのミュージシャン「エイフェックス・ツイン」。
兄
ピアスは左耳につけている。リーダー役。右手の親指以外の部分が岩になっており、普段は衣服で隠している。
弟の毒ガスと連携して定助を殺そうとするが、カレラの髪の毛を導火線に火を付けられ、焼き殺される。
ショット・キー No.1
ヴィジョンを持たない、エイフェックス兄の両手に発現したスタンド。
岩の左手で触れたものを右手に一瞬で移し替える。有機物や無機物、固体・液体・気体の区別なく、瞬時に右手に出現する。針金を移動させて敵を拘束したり、弟の毒ガスを移動させて攻撃するのにも利用された。
弟
ピアスは右耳につけている。兄以外には寡黙。ボールテクニックに優れ、サッカーボール型のバッグ（デザインはブラズーカに似ているがジッパーが付いている）を自由自在に操る。
兄と協力して定助を追い詰めるが、S&Wで毒ガスを逆に返されて、毒殺される。
ショット・キー No.2
エイフェックス弟のボールバッグの中に潜む小人のようなスタンド。
毒ガスを発生させて攻撃する。毒ガスの射程距離はボールバッグから20センチメートルほど。
田最 環（だも たまき）
鳩のボーイフレンド。自称23歳。小太りでサングラスをかけており、髪は薄い。仕事はクリーニング店。鳩の仕事中に出会い、交際を始めている。彼女からは「環（かん）ちゃん」の愛称で呼ばれる。
その正体は岩人間であり、ロカカカ密売団のリーダー。3つの問題（夜露を殺した人物の捜索・仗世文の殺害・東方家皆殺し）を1度に解決するため、東方家に鳩のボーイフレンドとして侵入、家の中にスタンドによる結界を張り、家族を人質に取って憲助を尋問する。
当初は小声でボソボソと喋る物静かな男を演じていたが、実際は拷問を愉しんだりなど残忍な男。鳩に対しても利用のために近づいただけである。激情的な性格だが、随所で推理力や判断力の高さがうかがえる。
2010年の秋に吉良・仗世文の二人にロカカカの枝を盗まれたことに震災後に気づき、調査する。2011年の8月19日、ボート上にいた二人を夜露と襲撃して拷問、吉良に重傷を負わせるが、反撃によりダメージを負う。二人の逃亡先に仲間を派遣して、直接の殺害には失敗するも始末し、遺体安置所で吉良吉影が確実に死んだことを確認する。消息を絶った仗世文を捜しており、仗世文の戸籍を奪い彼の名を騙りパスポートを取得している。そして仲間4人が行方不明になったことで、犯人は東方家の誰かであると、東方家を敵視するようになった。だが定助＝吉良＋仗世文であることには、憲助に説明されるまで気づいていなかった。
憲助への尋問を終えて用済みとなった鳩と定助を溶かして殺そうとしたところ、真意を知った鳩と定助の逆襲に遭い、命からがら撤退。しかし定助に追いつかれ頭部を砕かれて絶命し、岩化して崩れ去る。
名前の由来はドイツのバンド「CAN」とそのボーカリストであったダモ鈴木を組み合わせたもの。
ビタミンC
道化師のような姿をしたスタンドで、額に「C」の文字がある。マントのような衣装を纏っており人型に見えるが胴体はなく、首から下は腕のような触手が無数に生えている。
本体もしくはスタンドの指紋に触れたものを究極まで柔らかくする能力を持つ。隙を見て壁にスタンドを潜ませて指紋の結界を張る。術中にはまれば相手を完全に無力化できる。射程距離の外に出ると能力は解除され復活する。
田最はスタンド戦闘の補助に、日本の貨幣を多用する。バター状に柔らかくされた肉体は千円札でも容易に切られ、パワーもなくなり空中に投げた5円玉すら押し返せなくなる。
名前の由来は本体と同じバンドCANの楽曲「Vitamin C」。

#### TG大学病院
物語後半の主軸となる敵対勢力であり、院長の明負悟を中心とする岩人間のグループ。病院の3階にある産婦人科室の奥にはロカカカを研究するための秘密の実験室があり、主にメンバーの一人である羽伴毅が栽培・研究していた模様。ロカカカによる「等価交換」の技術そのものを支配し、社会勢力図そのものを作り変えることを目論む。
作中に登場する全ての岩人間たちは、このグループの支配下にあるか、または監視下に置かれていた。
アーバン・ゲリラ / 下里 良（しもさと りょう）
覆面で顔を隠した岩人間。TG大学病院の内科・消化器内科疾患専門の医師「下里 良」（コードネーム：下/ゲ・里/リ・良/ラ）。戦車のような姿をした「岩動物」のドレミファソラティ・ドをペットにしており、スタンド攻撃と岩動物のコンビネーションによって攻撃を行う。
口数が多く激情的・陰湿的な性格。岩人間を人間の上に置いており見下している。自分たちこそが古くからロカカカを知っていると語り、田最らの金儲けとも異なる何らかの野心を抱いている。通報を受けてやって来た警官を躊躇なく殺す。ドロミテを監視していた。
新ロカカカを狙い、ドロミテに操られた定助が発した言葉を聞き、植物鑑定人豆銑礼の確保に動く。定助および康穂、礼を襲撃し、3人の誰から殺すかの心理戦を仕掛け、ソラティ・ドvs定助・康穂、ゲリラvs礼に別れる。礼を倒した後にソラティ・ドと合流し、定助を地中に引きずり込もうとするが、生きていた礼の援護で地中に燃料を流し込まれ、さらに地中に逃れようとするも定助に燃料入りしゃぼん玉で追跡されて逃げきれず、爆殺された。
ブレイン・ストーム
キューブが連なったような形状をした小型の群体型スタンド。各面の表面にはトゲのような触手がついている。
アーバン・ゲリラの手中から発現し、生物に付着すると触手を伸ばして身体に穴を開け、そこから毒を流し込み細菌のように侵食する。毒素によって溶血を引き起こし、蝕まれた肉体は内部から穴を開けるように溶解していく。穴は徐々に大きくなり、流し込まれた毒は血流に乗って人体内部まで移動し、毒素を増殖させる。
また土なども柔らかくすることができ、地面にばら撒くことで地中に潜ることが可能。ワイヤーなどを伝わらせることで遠隔に送り込むことができるが、媒体が何もない場合は周辺にばら撒ける程度の射程しかない。
体内に侵入される前に水などで洗い流すことで対処可能だが、ひとたび体内に侵入されたら、その部分を切断するしか対処できない。本体ゲリラを倒せばスタンド自体は消滅するが、ダメージは消えない。
ドレミファソラティ・ド
アーバン・ゲリラのペットの「岩動物」。有袋類。意思はあるようだが知能は低い。横長に広く大きい体躯を持ち、回転する短い手と足のように見える二本の尻尾を持つ。ゲリラの戦車となり、あらゆる攻撃を防御する。土をかき分けると同時に土砂を自分と同体化させ後方に送ることで、「土そのもの」をキャタピラにして地中を移動できる。移動速度は速く、土を同体化させているため掘り起こし跡も見分けられず地面の振動も起こさない。定助のシャボン玉もこのキャタピラにより後方に押し出されるため命中せず無効化された。土壌では高速で移動できるが、岩盤は砕けず、またアスファルトでは掘削速度が落ちる。
定助・康穂・礼を追い詰めるも、最終的には定助によってゲリラと共に爆殺される。
岩石と一体化した生命という有り様を、礼からは「古代からのクリオコナイトのコロニーを踏襲している」と評された。
プアー・トム
赤ん坊のような体型をした老け顔の男。57歳。TG大学病院の産科不妊治療専門医。一人称が「ワシ」で「じゃ」を「ぢゃ」と発音する独特の喋り方をする。人間の恋人がいる。
常敏を口車に乗せて東方家の敷地全体をスタンドの術中にはめ、関係者全員を始末してから新ロカカカの枝をじっくり探すつもりだったが、常敏が果樹園に火を放ったことで自ら枝を回収しに行かざるを得なくなる。同じく果樹園に枝を回収しに出てきた定助たちと遭遇し、戦うこととなる。礼の腕ワイヤー攻撃で首を締め上げられるが、逆に加圧攻撃を撃ち込み返し、倒して枝を奪取する。だが礼に毒（イチイの種子の汁）を摂取させられており、仲間による解毒治療が必至であった。しかも、どこまでも追跡してくる定助のシャボン玉（ハッタリ）に気圧され、能力の影響で割れる前にスタンド能力を解除してしまう。敗北は決定的となったが、それでも執念で逃げを打ち続け、救急車にいる仲間のもとまで駆け寄ろうとする。直後、何者かに後方から脳天を銃撃され、死亡。岩塵と化した。
仲間には見捨てられた上に、必死の思いで手にしたロカカカの枝は羽伴毅によって回収された。実はつるぎのスタンドに術をかけられ、梨の枝を新ロカカカの枝と誤認させられていた。回収された枝は、羽伴毅によってすぐに偽物と見抜かれ本物は行方不明となる（常敏とつるぎが隠し持っている）。
オゾン・ベイビー
ミニチュアのホワイトハウスの形状をしたスタンド。これを地面に埋めることで、スタンドを中心とした半径100メートルほどの密室内の空気を少しずつ加圧していく。劇中ではこの加圧する密室は「結界」と呼ばれている。加圧でじわじわ責める一方で、密室を開けると減圧症で体内のガスが膨張して大ダメージを負う。自動攻撃型のスタンド能力で発動中は半ロボット状のヴィジョンが現れるが、これは攻撃を受けている者に見えるただのイメージ像でダメージを与えることはできない。自動操作から手動操作に切り替えると、プアー・トムが直接触れた物を即加圧する。
羽 伴毅（うー ともき）
TG大学病院勤務の整形外科・美容皮膚科医で、東方密葉の担当医。1978年生まれの33歳。食事を分厚い焼海苔と大量の高濃度ケイ素サプリ水だけで摂るという奇癖がある。性格は知的で落ち着いており、「予測できる失敗には近づかない」を信条とするが、独善的。今まで一度も失敗した経験がないことから「わたしは失敗しない」を口癖とする。
東方家の果樹園火災に、仲間（不明の人物）と2人で擬装救急車で訪れ、負傷したプアー・トムを見限って新ロカカカの枝のみを回収して去る。だがすぐに偽物の枝であることに気づく。そこで担当患者である東方密葉をスタンド能力で操り、東方家の情報を得ようとする。診察時に密葉が妊娠していたことに気づいた羽は、ロカカカの等価交換によって胎児を犠牲にして治療した。直後、密葉の肉体を乗っ取ろうとするも康穂に正体を疑われたことで失敗。そのまま密葉・康穂と交戦することになる。
一度は密葉のスタンド能力に遅れを取り、分解していた頭部を医療用テープで捕らえられ、丸められて院外へ放り出される。すぐに復活を果たすと逆上し、2人をラボの病原体で汚染＆ロカカカ100個を過剰摂取させることで始末しようとする。だが伏兵として駆けつけた定助にセメントで頭部を中途半端に固められ、粉塵化することも人型に戻ることもできなくなり敗北、死亡する。
外科医として働く一方で、密葉を介してずっと東方家を探っていた。さらに病院内の秘密部屋でロカカカの樹木を栽培研究もしている。ロカカカを摂食したときに人体内で起こる等価交換を、医科学で解明しつつある。その成果と自身のスタンド能力を組み合わせ、等価交換の影響が脳に出ないようにして患者を治療していた。
スタンド能力ではなく羽自身の能力として、自分の身体をバラバラに砕いて粒子の細かさにまでなることが出来る。破片全体を動かす場合は動きが遅く、精密な動作はできないという弱点を持つが、エアコンの風や水流を使って移動することでそれをカバーできる。
ドクター・ウー
スタンド像を持たない、羽伴毅の全身と一体化したスタンド。羽自身の能力として自分の身体をバラバラにした際に、粒子が集まり戻って元の肉体になる能力。
パワーとサイズは反比例し、本体を細かく分解すればするほど力は弱くなる。ある程度のパワーを持つには、破片サイズが必要で、他者の肉体に侵入して同化して操ることができ、肉体に連動してスタンドをも支配する。粉状になると粘着テープも自力で剥がせないほど無力となるが、今度は人体にアレルギーを起こさせて苦しませることにもなる。羽の医の知識がフル活用される能力である。ロカカカの等価交換で患者の脳破壊を防ぐ「医療技術」も、このスタンド能力によるもの。岩人間のケイ素成分が、人体と化学結合するという、グロテスクな側面もある。

#### 「院長」
ロカカカを管理する岩人間たちの首魁。スタンドは「ワンダー・オブ・U」。
明負 悟（あけふ さとる）
TG大学病院の院長。89歳。高齢のために医師業務は引退して名誉院長に就いている。病院内の秘密部屋に入室記録があった4人のうちの、最後の1人。定助たちがどんなに資料を調べても、顔が記録されておらず正体が掴めない謎の人物。老齢で杖をつき、歩くのも遅いにもかかわらず、彼を追おうとすると「なぜかどうしても追いつけない」という不可解な現象に見舞われる。
透龍がスマホ写真を持っており、それを康穂に見せる形で顔が判明した。シルクハットにマフラーを装着し、右眼にモノクルをかけた老人。
定助らが自身のことを調べにTG大学病院へ来たときは、スタンド能力で彼らを撒いて逃げる。翌日、病院で大々的に講演会を行い、ロカカカの成果・新薬「LOCACACA6251」による再生医療を表社会に発表する。
田最環と羽伴毅の二陣営の元締めであるが、正体は透龍のスタンド「ワンダー・オブ・U」。詳細は後述。逃げ続けることで、追ってくる相手を能力で返り討ちにする。
本物の「明負悟」は既に消されて戸籍を乗っ取られている。
透龍（とおる）
声 - 島﨑信長
TG大学病院でアルバイトをしている医学生。キノコ状のアフロパーマをした青年。
広瀬康穂と高校生の時に付き合っていた元恋人。羽伴毅戦の最中に康穂と再会し、定助・礼とも顔合わせする。定助と礼からは今一つ信用されておらず、透龍も定助を恋敵と（表立って敵意は見せないが）快くは思っていない。康穂と別れた過ちを認めてよりを戻したいと思っており、再会後は何度もアプローチしている。康穂たちがどんなに調べても見つからなかった院長の顔写真を持っている。エルヴィス・プレスリーの曲「The Wonder of You」を好み、音楽プレイヤーを介してイヤホンで聞いている。
その正体は岩人間。スズメバチの巣に17年間寄生して育った子供であり、実年齢は外見以上。現在でもスズメバチを食べる。康穂が幼いころから目をつけ、彼女が忘れたころに何度も近づいてきていた。前述の明負悟院長は彼のスタンドであり、透龍こそが真の院長である。院長を病院に向かわせて定助の始末を図り、自身は東方家に向かい新ロカカカの鉢植え獲得を狙う。だがその途中、康穂に正体を見破られ、厄災の心理戦となる。
ついに新ロカカカの鉢植えを奪取し、その場から去ろうとするも、病院での定助vs院長での余波で生じた「ソフト&ウェット・ゴー・ビヨンド」が康穂のペイズリー・パークの能力によってスマートフォンを仲介して、直撃をくらう。新ロカカカの実を摂取することで回復を図るも、もう一発くらい、瀕死寸前まで追い込まれる。そこに現れた花都に「自分が常敏を殺した」と挑発して厄災にハメようとするも通用せず、逆に新ロカカカの樹液を飲ませたつるぎとの等価交換により石化病を移される。康穂に命乞いをするが当然救いはなく、逆上して暴言をわめき散らしたあげく肉体が完全に崩壊し死亡する。死の間際、幼少期に寄生したスズメバチを見つけ今までの「思い出」に浸っていた。
1941年のエピローグ「ラヂオ・ガガ事件」にて、東方邸の敷地内にロカカカを所持している姿をルーシーに目撃されており、数十年以上にわたり目的をもって活動していた。岩生物ラヂオ・ガガは、透龍がロカカカに近付こうとした人物を排除するために設置したことが示唆されている。
ワンダー・オブ・U
声 - 菅生隆之
透龍のスタンド能力。遠隔操作のスタンド。
スタンドビジョンは人型で、標的の背後に現れ、振り返ると消える。外見は、全身が輪っかで覆われ、両腕からは刃が伸びている無機質な人型スタンド。攻撃らしい行動は何もしてこない。
スタンドそのものが「明負悟院長」という人物として振る舞っている。院長としての人格・意思がある。「厄災の力」と心で理解することで、院長の姿がスタンドとして見えるようになる。
このスタンド能力は、院長（明負悟、および透龍）に対して敵意、ないし追跡の意図を持ったと認識した対象を、偶然発生した事故や不幸という形で厄災に巻き込み、最終的に死に追い込む。スタンドの術中に陥った者は、院長からどんなに離れていても幻覚の院長が見えるようになり、執拗に攻撃を受けるようになる。スタンド自体による対象への直接攻撃はできず、また相手があきらめたら厄災は中断する。
病院の戦いにて、定助・礼・京と連戦となる。厄災の力で猛威を奮い、礼と京を倒すも、定助が「ソフト&ウェット・ゴー・ビヨンド」に覚醒したことで形勢逆転され敗北した。その後、スタンド使い本体である透龍も死亡したが、ワンダー・オブ・Uはまだ生きていた。気絶していた憲助の傷を悪化させて殺そうとするも、そこへ駆けつけた定助に「ゴー・ビヨンド」を撃ち込まれ今度こそ消滅した。
「厄災」という能力について、作者の荒木は「最強で最恐だと思った。厄災は不条理で襲って来るけれども、実は「理」でがんじがらめに繋がっていて、万人のもとに平等にやって来る。強すぎる。厄災を「乗り越える」とか考える事、それ自体がいけない事なのかもしれない」と語っている。
また荒木曰く、ワンダー・オブ・Uという表記は「遊びもありますけど、イメージとしてバンッと目に入ってくるデザインというか、文字のデザインみたいな、そういうイメージ」とのこと。
ドゥードゥードゥー・デ・ダーダーダー
明負悟が従える岩昆虫。巻きすだれに喩えられるような異様な形状をしている。ソラティ・ドと同様に地表と同化して動く。毒針に刺された生物は、逃げるために関節を伸ばすと体の穴から石綿を噴出し、弱ったところを狩られる。植物も同様に、刺された後で枝や果実が伸びると石綿を吐く。
病室での戦闘で、院長が定助・礼にけしかける。定助を追い詰めるも、礼に見切られて破壊される。17年前、院長は豆銑家の梨園に放ち、礼の父が死ぬ一因を担った。
オブラティ・オブラダ
明負悟が従える岩昆虫。スタンプ状の小動物で、獲物に貼り付いて吸血する。喰らいついたら離れず、すぐさま数十体に増殖して獲物の体表を覆い尽くす。

#### その他の岩人間・岩動物
ドロミテ / 泥駒 政次（どろこま まさじ）
六壁神社の池のほとりに住む、一匹狼の岩人間。かつては泥駒政次（どろこま まさじ）という人間として生活していたが、恋人が高圧電線に触れそうになったため庇ったことで四肢を失っており、それからのホームレス生活で容姿も荒れ果てている。自身の心の望みを「青い珊瑚礁」と表現する。
常敏の誘いで新ロカカカの入手に協力することとなり、自分の歯を使って定助たちを追い詰めようとする。彼が協力したのはあくまで肉体の治療のため。欠損体のためロカカカの等価交換リスクを負えなかったが、新ロカカカのノーリスク条件に魅力を感じ行動を起こす。遠隔スタンドと常敏の助力によって定助を術中に陥れ、ゾンビ状態にするが、康穂の介入で形勢逆転され、敗北。喋れる程度の情報を自白し、もう深入りはしないと降参する。
ブルー・ハワイ
全身の骨が剥き出しになっているひび割れた身体をした悪魔のような人型スタンド。頭部がないデザインだが股間部分には動物の髑髏のような顔がある。身体に比べて極めて細く短い腕と、背中からは翼のような突起が生えている。
体液を介して生物を操り、標的をどこまでも追い続けさせる。対象者は意識がなくなり、どんなに怪我をしてもゾンビのように標的に向けて「直線的に向かっていく」だけの存在となり果てる。一度にゾンビ化させられる対象は一つに限られるが、血液などから成る「感染」を連鎖させることで、永遠に追跡を続けることが可能。ゾンビ化した者はドロミテの言いなりになる。作中では女性や赤ん坊、果てはハエまでゾンビ化させて支配している。
「髪留め」（かみどめ）
2005年・中学一年生の頃の康穂が買った髪留めに変身した「岩動物」。実際は二足歩行の虫類。清王朝時代の装飾品としてフリーマーケットで売られていた。人間の頭部に寄生して細胞や記憶を奪い、身心を蝕む。皮膚はフケだらけになったようにボロボロになり、さらに白昼の悪夢を見せる。康穂は父親の幻覚に「パパはもうお前たちを捨てて出ていく」などといった言葉を吐かれて自殺未遂を図ったが、搬送された病院で吉良・ホリー・ジョースターに助けられ、「髪留め」も吉影に踏みつけられて破壊される。精神攻撃の幻覚のため康穂視点での描写に虚実が入り混じり、この周辺の出来事はどこまでが現実なのかわからないように描かれている。
ラヂオ・ガガ
岩生物。ガードレールに擬態し、近づいてきた動物や人間を捕食する。振動を利用して捕食対象の鳴き声や言語を模倣することができる。
戦前戦中ごろ、果樹園のロカカカを護衛するために、透龍が設置した見張り役。何人もの死人や行方不明者が出ており、「ラヂオ・ガガ事件」という怪奇で恐れられていた。土地調査にやってきたルーシーとジョセフを襲撃するが、ジョセフに車をぶつけられ破壊された。

### 主要人物の家族
吉良・ホリー・ジョースター（きら・ホリー・ジョースター）
吉良吉影と虹村京の母。52歳。医師で、最新の職歴はTH医大病院勤務の眼科医。TG大客員教授。定助同様、物の全長・距離を目視で精密に測る特技を持つ。
TG大大学病院に入院している。視覚認知が狂っており、人や物体が別の物に見えているために奇行が目立つ。どういうわけか「脳の一部が欠落」しており、医師たちを困惑させている。東方家の血を引く者に発病する病の病状であるが、現代医学では治療はできず、病状を遅らせるのが精一杯である。
海で溺れて死にかけた幼少の仗世文を吉影と共に助けた過去があり、そのため仗世文からは聖女のように慕われていた。2005年には、岩動物「髪留め」の精神攻撃によって自殺未遂を犯した13歳の康穂を治療した。
2010年秋の時点では吉影と二人で自宅で暮らしていたが、記憶が欠落する、吉影を仗世文と間違えるなど病状の進行がみられた。田最の死後の時点になると、自分の指を食べ物と誤認して食いちぎるほど病状が悪化して衰弱の一歩手前となり、さらに吉影が支払っていた保険外の高額治療費の支払がなくなったことで遅延措置すら行われなくなり、隔離病室に移され薬剤で眠らされている。定助は吉影の代わりに支払うことを告げ、彼女を助けるため行動することとなる。
病院編にて、院長たちによってロカカカ薬臨床試験の被験者にされていたことが判明する。23巻ではわずかな時間だけ本来の自分を取り戻し、重傷を負った定助にロカカカを与えて治癒させ、院長を倒すためのアドバイスを与えた。最終的に定助が院長を倒したことで、ホリーは岩人間たちの支配からは解放されたが、病が治ることはなかった。
広瀬 鈴世（ひろせ すずよ）
康穂の母。44歳。シングルマザー。昼間からゲームをしたり酒を飲んでいる。泥酔し胸についていた「キスマーク」を見られるなど、娘の康穂から軽蔑されているが、つるぎのスタンド攻撃で錯乱し家を飛び出した康穂を外に探しに出るなど、優しい一面も見られる。
康穂の父親
広瀬康穂の父親。年齢、名称ともに不明。康穂が10歳の時に鈴世と離婚し、山形に住んでいる。回想では髪留めが見せていた幻覚の中で登場し、「恋人ができたからもう娘とは会わない」と語り康穂が自殺を図る原因となった。
空条 聖美（くうじょう きよみ）
仗世文の母親。若く可愛らしい女性だが、仕事を仮病で休んで海水浴に行ったり、ナンパされたらすぐについて行こうとするなどだらしない性格。海水浴に赴いた際、幼い仗世文が波にさらわれて溺死し掛けているのを目撃し、咄嗟に見殺しにしようとして目を逸らしてしまう。だがすぐに思い直し、息子のことで涙していた。吉良には息子を見殺しにしようとしたことを見抜かれていた様子。
以後の消息は不明であったが、最終話にてTG大学病院の駐車場で自分の子供であろう幼児を連れて病院に行こうとしていたさいに定助と康穂に遭遇。定助は自分はすでに仗世文ではないという理由から、あえて名乗らずに見送るが、康穂がペイズリー・パークにて彼女の携帯電話のデータを覗き見し、画像データの中は仗世文の画像で溢れ、彼女が行方不明になった息子を探しているのかは不明ながら、行方不明になった息子を大切に思っている事が判明している。

### ジョースター家とSBRレースの関係者
ジョニィ・ジョースター
Part7の主人公。1901年11月（29歳）、日本政府の要望（お雇い外国人）による馬術指導のために来日した。この時、不治の病におかされていた日本人の妻、理那を故郷である杜王町で療養させていた。治療のため杜王町を訪れるが、11月11日夕刻に岩による撲撃事故に合い、翌日未明に亡くなったと新聞で報道されている。
ペット屋の老人が語る話によれば、ジョニィは理那の病を治すために（Part7の）「聖なる遺体」を盗み出し、理那の病を世界のどこかにいる誰かに引き受けさせようとした。しかしそれを引き受けたのは皮肉にも息子のジョージであり、彼はジョージを救うために自ら病を引き受けて死を選んだ。このときの影響でオータム・リーブス現象が生まれた。新たに水兵帽をかぶった姿で描かれる。
東方 理那（ひがしかた りな）
ジョニィの妻。1874年生まれ。
「スティール・ボール・ラン」レースの後、大西洋を渡る船の中でジョニィと知り合った彼女は、そのまま彼の故郷へ向かい18歳で結婚し、数名の子供をもうけている。1901年には夫と共に日本におり、夫が事故死した事件で取り調べを受けている。
ファンタジー伝承によると、原因不明の病にかかり、初めは記憶を失ったり思い出したりする程度だったが、最終的には顔に折り紙のような折り目がついて硬くなり、命に関わるほどになり、日本に帰された。その時ジョニィが持ち出した「聖なる遺体」により自身の病は取り除かれたが、代わりに息子のジョージがその禍を被った。以後も東方家の長男はこの病に罹るという「呪い」を受けている。
ジョージ・ジョースター（III世）
ジョニィと理那の長男で妹がいる。1898年生まれ。成人してからエリザベスなる女性と結婚し、1924年には長男ジョセフ・ジョースター（ホリーの父、吉影の祖父）をもうけた。
ファンタジー伝承によると、幼少時に「聖なる遺体」の奇跡で母が患っていた不治の病をおっかぶることになるが、最終的に父ジョニィが引き受ける形で生存したとされる。
ジョセフ・ジョースター
エピローグ「ラヂオ・ガガ事件」にて登場。ジョニィと理那の孫、ホリーの父。和名は仗世文（ジョセフ）。ガールフレンドからは「文（ふみ）くん」と呼ばれる。
1941年に17歳で、祖母と杜王町に住んでいる。土地調査にやってきたルーシーと遭遇し、荷物持ちのアルバイトを依頼され、そこで奇妙な出来事に巻き込まれる。
体調不良のルーシーを気遣い、付き添いのため共に渡米するが、渡米中に戦争となり日本に帰国できなくなり、ルーシーを後見人としてアメリカの市民権を得た後、学校へ通い卒業後現地で就職。その後スピードワゴン財団の職員であったスージーQという女性と結婚し、戦後日本に帰国したとされている。
スタンド（名称不明）
茨のスタンド。Part3に登場したジョセフのスタンド「ハーミット・パープル」と類似しているが、こちらには人型のヴィジョンがある。茨と共にジョセフの拳を介して物を殴る描写はあるが、詳しい能力等は不明で、人型のヴィジョンも頭部のみの登場で、全体像は不明。
アメリカ政府エージェント
ジョニィ・ジョースターのファンタジー伝承で言及される。国家機密である聖なる遺体を守っており、盗んだジョニィを追って来日し、遺体を回収して帰国したという。セリフは存在しない。ファンタジーとされるが、巻き毛の男性数名と、女性1名が描かれている。
ルーシー・スティール
エピローグ「ラヂオ・ガガ事件」にて登場。スピードワゴン財団の職員。1941年、杜王町の土地を調査しに来日して仗世文ジョースターと出会い、ラヂオ・ガガ事件に巻き込まれる。
3年後の1944年、ニューヨークにて死去。おそらく1901年にも来日している。

### その他のスタンド使い
笹目 桜二郎（ささめ おうじろう）
22歳→23歳（22巻）。サーファー。誘いに乗って海辺まで来た女性を、海中に沈めてスタンド能力で支配して楽しむという、危険な趣味を持つ。殺すまではやらないが、その理由は、口封じをしなくても超能力だから証拠が無く罪に問われないという、舐め切ったもの。
酒と薬物に加えて吉良吉影に一晩中罵られるという催眠をかけられ、両手10本の指先を自分で食う。このことで吉良に恨みを抱き、吉良の自宅マンションの真上の部屋からスタンドの罠を張る（この裏で、吉良吉影は田最環と戦って死んでいる）。3日後に部屋に来た定助を吉良と誤認して復讐を開始するが敗北。顔を合わせて自分が襲った相手が吉良でないことを知り、攻撃の意志を失くす。定助に倒され放置される。
吉良からは一方的に罵られ、海岸はおろか海が見える場所に近づくことまで禁じられ、約束を破ったら痛めつけられていた。吉良に蔑まれ、恨み、親友と言い切る、異常者である。
21・22巻にて再登場。ロカカカ闇取引の弱みを突いて常敏を強請ろうとする。不意打ちで常敏とつるぎを追い詰め、新ロカカカの鉢を奪い取ることに成功する。だがすべてはつるぎが見せた幻影であり、離れたところでスタンドの術にはめられ、高熱で脳を焼かれて暗殺された。直後に共犯・恋人のマコリンも同じ命運を辿る。彼の死が、後の常敏と憲助の決裂へとつながる。
ファン・ファン・ファン
【破壊力 - E / スピード - C / 射程距離 - D / 持続力 - A / 精密動作性 - E / 成長性 - E】
相手の真上に立つことで能力が発動し、対象の手足に血で丸に矢印の「印」を描くことで相手の手足を支配下に置くスタンド。支配下に置くまでの条件が厳しいため、部屋中に何重もの罠を仕掛けて、定助に傷を負わせようとした。
4本の腕のようなもので立っており、胴体の下にはとても短い足が付いている。デザインのイメージは聴診器とレモン絞り器。本誌初登場時は人型のデザインだったが、単行本では描き直されてデザインが変わっている。
スタンド名の由来はビーチ・ボーイズの楽曲「Fun Fun Fun」。
オータム・リーブス（Les Feuilles） / 銀杏（いちょう）の葉
カツアゲロード内に落ちている「銀杏の葉」の裏面に無数いる、吸盤に似た手足を持つ小さな虫のようなスタンド。「ニィーッ」と鳴く。この銀杏の落ち葉を踏んだ人間、もしくは上に置いた物体を高速で直線移動させる能力を持つ。この力はスタンド能力のない杜王町住民の間でも古くから知られるところとなっており、近隣の者はこれを悪用し、この場所を通る人間に被害者を装ったカツアゲを行っている。定助と常秀もこの被害にあったが、この能力を逆に利用しピンチを脱している。
1901年11月11日、ある目的のため来日していたPart7の主人公ジョニィ・ジョースターがこの場所で亡くなった時からここの「銀杏の葉」に力（パワー・スタンド能力）が残留している、らしい。
英語とフランス語で2つのスタンド名がつけられている。Les Feuillesはフランス語。日本語に直訳すると「葉」。
作並 カレラ（さくなみ カレラ）
20歳。無職の女性。将来はデザイナー志望らしい。フラフラと覚束ない足取りで歩く。容姿端麗だが浪費癖があり、知性と品性に欠ける。
定助の前身である、空条仗世文と吉良吉影とは知り合いであった。定助のことをほぼ仗世文と混同しており、彼の愛称で「セッちゃん」と呼ぶ。吉良吉影を嫌っている。
享楽的な性格であり、半ばホームレス状態で、スタンド能力を使って詐欺師紛いの行動を繰り返しながら金銭を稼ぎ、その日暮らしの生活をしている。定助からの信用度は低く、記憶喪失のことは伏せられている。
岩人間たちから隠れ続ける生活を送っていたが、エイ・フェックス兄弟戦で定助と共闘したことで、杜王町に再び滞在することを決める。また、吉影の遺産たるロカカカを金目当てで狙うようになる。
後の回想では、仗世文と同じT学院農学部の学生で、一方的に好意を寄せ、付け回していたことが明かされた。仗世文と吉影が田最・夜露の襲撃により窮地に陥った際、吉影に巻き込まれ利用される形で死にかけた。このことから何も知らないまま岩人間との抗争に巻き込まれることとなり、吉影を完全に嫌うようになる。
ラブラブデラックス
アフロヘアーをした女性（人）型のスタンド。
他人が触れたところに、その人物の髪の毛を生やす。射程距離は80mほどであり、その射程から離れると髪の毛は抜け落ちる。スタンドが触ると、触った個所だけにスタンド自身の髪の毛が生える。
苦竹 財平（にがたけ ざいへい）
「呪い」という形で独り歩きしているスタンド（ミラグロマン）に憑りつかれていた青年。二年前に海外でミラグロマンの呪いを移され、杜王町に持ち込んだ。呪いに苦しめられ、常秀を罠にハメて呪いを移す。居場所を突き止めてきた常秀に「心から感謝している」と勝ち誇るが、逆襲に遭い呪いを返されてしまう。
ミラグロマン
頭部と両手に大きな穴が空いた人型スタンドのイメージ像。劇中では常秀が手にしたナンバーの末尾が「13R」となった紙幣に呪いとして憑いている。
呪われた紙幣で「買う（使う）」と、逆にどんどん持ち金が増えていく。使っても使わなくても不可解に増えていく。紙幣を破壊したが最後、呪いは完全にその人物に移る。大量の紙幣に襲われ、心身を疲弊し、最悪餓死に追い込まれる。
呪いの大本（スタンドの本体）は大富豪の武器商人。裁判で訴訟を起こされ莫大な賠償金を課せられ、家族を殺して焼身自殺をしたという、いわくつきの死者。遺物の紙幣にスタンド能力が取り憑き、一人歩きしている。ミラグロマンの呪いは有名な都市伝説として恐れられており、事情を知る者は絶対にカネを受け取らず、逆にそれ以上の現金を押し付け返す。
コミックスの解説には、この呪いは武器商人以前からも存在していたようだともある。

### その他
帽子屋
帽子屋「SBR」の店主。客の顔は一通り覚えているらしい。定助の帽子は、吉良吉影がこの店でオーダーメイドで購入したもの。顔が似ていたため、定助のことを吉良吉影と断定した。ジョースター地蔵の世話もしており、水兵帽をかぶせている。
裸の女性
名称不明。定助と康穂が訪れた吉良吉影の自宅マンションの浴槽にいた女性。東京から来て杜王町を旅行中、笹目桜二郎によって吉良を陥れる罠として利用するために拉致され、裸のまま浴室に閉じ込められていた。定助と吉良吉影の区別がついていなかった。自分が助かるために定助を笹目に売る。しかし定助が笹目を倒した隙に、部屋から裸のまま逃亡。ゴミバケツの中に隠れていた所を、通りかかった子供たちに裸を見られる。
ペット屋
カツアゲロードにペットショップを構える老人。道の特性と被害者心理を知り尽くした古強者で、定助をも手玉に取り32万円を巻き上げた詐欺師。歳相応に伝承などに詳しく、物語の根幹に関わる重要なエピソードを定助に伝えた。それをも有料として代価を要求するなど、金銭にがめつくブレない。
カツアゲロードの三人組
オータム・リーブス現象を悪用して、定助と常秀を違法取引の運び屋にするというカツアゲを行う。常秀に出し抜かれかけるも、巻き返した上に人数差と暴力で脅しをかける。だが、常秀に覚醒したスタンド能力に反撃され、退散。一人は左右の手首を逆に取り付けられたままとなる。
カツアゲロードの捜査員
カツアゲロードで違法取引の張り込み捜査を行っていた二人組の警察官。チンピラたちに利用された定助を違法取引の現行犯で確保するが、証拠となるモノを持っていなかったため解放した。
岩切 厚徳（いわきり あつのり）
プロ野球選手。当時24歳。通称「アー君」。常にマスクをしている。
球団「晴天バーディーズ」のピッチャーで、年俸は2009年度で3億円。大リーグ入りが決定していたところ、2009年に右肩を故障し、故障者リスト入りする。
復活を賭けて2010年に大年寺山愛唱から「ロカカカ」の実を2億円で購入し、「等価交換」のリスクを承知で摂食した。その後、右肩は完治し、選手として完全復活を果たす。副作用で歯と下顎が石化し崩れ落ちたが、選手生命の復活を喜ぶ。以後はマスクを上げて、崩れた顎部を隠している。
愛唱との取引の様子は吉良に盗撮されており、吉良にロカカカの効力を確信させ、さらに仗世文を説得する際の証拠になった。
赤ん坊
康穂がジョニィ・ジョースターが死亡した日の出来事を調べた際に発見した出来事。同日、二本松の根元で1・2歳と見られる男児が沿岸から漂着していた所を発見された。ニット帽と靴下と高価なネックレスしか身につけておらず、他に身元が分かるものも何もなく、保護者を探していた。それ以降の記録が遺されておらず、赤ん坊がどうなったかは不明。
常敏の上級生
東方常敏が小学生のときの野外活動仲間だった男子中学生。名前は不明。いじめっ子で常敏のことをいじめていたうえ、母親である花都に好意を抱き彼に下着の持参や盗撮を強要していた。ある日、常敏が同じく活動仲間だった女子児童に相談したことがきっかけで一連の事実が明るみになる。それによって自棄を起こし常敏を暴行、女子児童の家に放火するよう強いるが、常敏が無意識のうちにスピード・キングを発現させたことで重傷を負う。最終的に花都に常敏の「病」を治す為に利用されて死亡する。
遺体は5年後に発見され、全ての罪を被った花都が逮捕された。
ミナ
つるぎの同級生で、彼をいじめる女子グループの中心人物。野外活動の帰りに、学校の鉄門に挟まれケガを負った。このとき、女子生徒の一人が「つるぎが鉄門を動かした」と語った他、当時の防犯カメラの映像に鉄門の傍に佇む院長・明負悟が映っているのも確認されており、誰が犯人なのかは判明していない。
喜谷 真亜子（きたに まあこ） / マコリン
44歳。密葉のママ友で一人娘を持つシングルマザー。笹目桜二郎の恋人・金ヅル。外見はふくよかで、にこやかな表情をした人格者を装っている。球団「晴天バーディーズ」のオーナーかつ晴天ホールディングスCEOである資産家。娘・ミナ・つるぎの3人は同級生である。
東方家の土地を狙っており、密葉に取り入ろうとするも一蹴された。笹目桜二郎と繋がりがあったことから常敏によって暗殺され、大富豪の怪死ということで大きく報道された。
田岡（たおか）
科学情報誌「パンゲア・ランド」（通称・パンラー）の眼鏡をかけた男性記者。ポニーテールで、鼻や左右の頬のあたりにニキビがある。
定助が匿名で荷物を送った相手。中身は瓶に入ったロカカカの破片とホリー及び病院3階の秘密ラボの画像が入ったSDカードであった。これを証拠に「ホリーで人体実験をしていたのではないか」と明負を問い詰めたことが仇となり、厄災の餌食となる。ロカカカの果汁に素手で触れたことで、意図せず体内で等価交換が起こり、「ニキビが治る」代わりに「頸部が石化」してしまい、へし折れて死亡した。彼の行動によって、明負は定助を始末すべく追い始める。
留置場の男
豆銑礼が留置場で同室になった男。過去に凶悪犯罪を起こしている。豆銑から「89歳の老人」の話を聞かされ続けて嫌気が差し、隠し持っていたナイフで自らを刺し重傷を負う。TG大学病院へ救急搬送されるが、その際に豆銑は能力で身体を糸状にして男の衣服内へ忍び込んでおり、そのまま定助のもとへ向かう。
ルーシーの運転手
杜王町を訪れたルーシー・スティールの運転手を務めた男性。運転以外の業務に対して全くやる気を見せず、ルーシーの荷物を持つことを拒否し、結果ジョセフがアルバイトとして荷物持ちをする事になる。目的地の果樹園までルーシーとジョセフを送迎するが、そこは「ラヂオ・ガガ事件」の現場でもあり、その場でガードレールに擬態していたラジオ・ガガの罠に嵌り捕食される。

## 用語・キーワード
杜王町（もりおうちょう）
本作の舞台となる杜王町は物語の中でM県S市紅葉区にある町とされている。町の名産品は牛たんミソ漬けで、別荘地帯と観光およびマイクロ・チップ部品製造産業が主な財源となっている。町は大震災で深刻な被害を受けた上に、地面の下から隆起してきた「壁の目」によってライフラインが絶たれたのが大きな問題となっている。
単行本には杜王町地図が掲載されている。Part4の杜王町とは町のシンボルロゴが異なる。同名の地も存在するほか、およそ10年後となっており、「密漁海岸」など『岸辺露伴は動かない』からこちらに導入された箇所も存在する。
壁の目（かべのめ）
3月11日の震災の際に海岸から内陸へ数百メートルの地点で突然隆起してきた壁。町の小学生により名付けられ、その高さは1 - 3m（特に高い部分は15m）、幅は5 - 8m、距離は全長10kmにも及び、これによって道路・水道・電気・ガスなどが遮断されている。ここで康穂が定助を発見したところから物語は始まる。
スタンド能力を引き出す土地であることが示唆されている。笹目桜二郎や東方大弥はこの土地でスタンドを身につけ、広瀬康穂や東方常秀もここで傷を負い発熱した後にスタンド能力に目覚めている。作者いわく、この場所はPart7『スティール・ボール・ラン』に登場する「悪魔の手のひら」と同じ意味（役割）を持っているとのこと。
さらに周辺の地面には秘密があり、物と物を一緒に埋めるとそれらが混ざり合う、等価交換の特性がある（レモンとミカンを一緒に埋めれば、皮はそのまま実の小袋がシャッフルされる）。これを知っているのはごく一部の人間だけ。定助がその影響を受けた人間であることを示すように、彼の眼球とシャボンは中間あたりで境目ができている。東方憲助や常敏の病が全快したのもこの土地の影響。
等価交換（とうかこうかん）
Part8作中のキーワード。代償と引き換えに獲得する、というような意味の一般語。「壁の目の土地」と「ロカカカの果実」と「聖なる遺体」が、それぞれ異なる等価交換現象を起こす。仗世文と吉影に等価交換がねじれて作用し定助が誕生した。
スティール・ボール・ラン・レース全記録
Part7のレース記録を詳細に綴った初代・東方憲助（Part7のノリスケ・ヒガシカタと同一人物）による著作。1989年出版の改版版が四代目憲助の書斎にある。巻末に家系図が収録されており、東方家、ジョースター家、吉良家の関係が描かれている。定助（仮名）は、家系図に載っていないのに星のアザを持つという、謎の人物である。
家系図には「初代憲助が1846年生」「二代目憲助が1872年生でジョニィと同い年、妹の理那が1874年生」とあり、これはPart7の「1890年に憲助が68歳」という設定と異なっている。
TG大大学病院（TG医大、T大）
杜王駅の北側に、大学と共に位置している大病院。2009年（作中の2年前）に建てられた新築の建物で、モールも入っている。「TH大」という大学もあるが、別物。
吉良ホリーがかつて勤務し、現在は入院している。#012（3巻）にて、定助を行かせないために虹村京がスタンドで妨害してきて戦闘になる。康穂はホリーと対面に成功する。田最環の死亡後に、定助はホリーの面会に訪れている。果樹園火災の後で、定助、礼、康穂、密葉が訪れている。秘密ラボがあり、何十個ものロカカカが栽培研究されていた。
カツアゲロード
支倉高校（はぜくらこうこう）の北にある通り。別名を「デッドマンズ・カーブ」。
この道を通過するとなぜかカツアゲに遭う。カツアゲする者はここの住人であるが一定していない。スタンドの力を利用していて証拠がろくに上げられないせいか、警察もここの事件にはあまり介入しないようにしている模様。その隙を突いて、違法な取引にも使われている。
ジョースター地蔵
水兵帽をかぶった地蔵。ジョニィ・ジョースターが1901年11月11日に落石事故で亡くなったとされる現場に「異国の地で命を落とした米国人騎手の死を悼む」として1902年5月23日に祀られた地蔵。カツアゲロードの南にある。
「病」
東方家の人間がかかる謎の奇病。長男が罹患すると伝わるが、その限りではない。初期症状では記憶が少しずつ無くなっていき、やがて皮膚に折り紙のような線が入り、体が岩のように固くなって死に至る。死を回避する方法として、発病する12歳の時に二本松の根本に奉っている「祠」へ赴き、もう一人の誰かを生贄として共に一晩中過ごして移す（土地のパワーである）と東方家に代々伝えられ、代々長男の母親が生贄の役となる習わしになっている。
岩人間（いわにんげん）
皮膚が硬質化して石のようになる体質をもつ、人型の知的生命体。人間とは別の種族だが、岩にならない限り目視では人間と区別がつかない。
皮膚を「石」のようにすることで、生物としての活動のほとんどを停止させる。この状態で、自然界の高低温や乾燥に耐えることができる。数十日岩になって眠り、数十日覚醒し続けるという活動サイクルを持ち、覚醒期間中は自分の意思で岩化もできる。「S&W」のラッシュでも傷つかないほど硬いが、身体が欠けると出血する。活動を再開するには微弱ながらも皮膚呼吸が必要であり、これができないと体細胞が急激に劣化して窒息死する。
作中では八木山夜露が初めて岩人間として登場した。人間よりも頑丈なために、群れも文明も不要とする。だが中には人間社会で生活する者がおり、主に近親者のいない行方不明者などの戸籍を裏で改ざんし、その人物になりすまして生活する。彼らは岩人間種としては異質な者たちである。
#046（11巻）・#081（20巻）・#099（25巻）には詳細な解説が書かれている。設定上は雌雄（男性・女性）があるとされている。岩人間の男性と人間の女性の間には子供はできず、岩人間の女性の子供は必ず岩人間として産まれる。岩人間の95%がスタンド使いとされ、登場した岩人間の全員がスタンド使いである。SFのケイ素生物に相当する。
岩動物（いわどうぶつ）
ケイ素生物種。岩人間が飼い慣らして使役する。
ロカカカ
つるぎやホリーの奇病を治す可能性を持つ果実、および樹木の本体。果実名は#041（10巻）にて明らかにされている。
正確には樹木というより、果実のなる多年草植物である。実の形状はイチジクに似ている。味は甘味はなく、苦味がある。
元々はニューギニア島の高地に自生していた植物。原住民から病を治す「奇跡の果実」として重宝されてきたが、太平洋戦争の日本軍占領を機に島から消失した。岩人間たちが輸入して日本国内で所有・鉢植の形で栽培している。輸入時の税関や検疫には引っかからず合法である。
この実を食べるとケガや病気が治る。欠損した身体すら再生する。ただしその効果は等価交換であり、代償に身体のどこか一部が岩となって粉々になる。岩人間が1個2億円で秘密裏に売買する。
田最環と大年寺山愛唱の鉢植えから、枝を仗世文と吉影が盗む。この枝を仗世文が接ぎ木して東方家の林に隠し、接ぎ木または壁の目の土地の影響を受けて性質が変質し、10ヶ月後に新種の果実「新ロカカカ」が2個実る。
新ロカカカは、摂取して他人に触れると、自分ではなく触れた相手が等価交換のダメージを引き受け、接種者本人はダメージを押し付けてノーリスクで治ることができる。新ロカカカの効果で、生きた仗世文と死んだ吉影が等価交換することで、定助と死体へと変わり、不死への可能性ともいえる代物であることが証明される。接ぎ木の枝について、礼は越冬できないと予測しており、特別な「虫」を用いて栄養を与えて果実を収穫できる状態にした。定助・礼とプアー・トムの戦いを経て、常敏が秘密裏に枝を入手し、表向きは再び行方不明になる。枝は鉢植えのサボテンに接ぎ木され、あと十日で収穫という現状にある。時を同じくして、院長は新薬として表社会に発表した。
新ロカカカは、収穫直前に争奪戦が激化し、2個の実を康穂と透龍がそれぞれ摂取し、残りゼロ個となった。つるぎを助けるために、花都が枝全てを使い切ったことで、新ロカカカは完全に失われた。
虫
礼が飼育している昆虫で、カイコガの幼虫のような姿をしている。植物の管に潜り込み、三角形の糞をして栄養を与える共生の習性を持ち、礼はこの虫を使って品質の高い果物を栽培している。ロカカカの樹を観て越冬できない状態だと判断した礼が、この虫を使って果実を収穫できる状態にした。
ごま蜜団子
#002で杜王銘菓として登場した「ごま蜜団子」は実際にある岩手県の和菓子店が製造している「生菓子」がモデルで、劇中と同じく8個入りと16個入りがある。2012年に開催された原画展ではパッケージを「ごま蜜団子」に変えた商品が限定販売された。

## 書誌情報
表紙イラストのカラー原画には荒木が自ら調合した色が使われているため、単行本では通常の4色に特色を2色加えた6色刷りとなっているが、これでも完全に再現できていないという。
- 荒木飛呂彦 『ジョジョリオン』 集英社〈ジャンプ・コミックス〉、全27巻
  1. 「ようこそ 杜王町へ」2011年12月19日発売[17]、ISBN 978-4-08-870311-4
  2. 「東方定助という名前」2012年4月19日発売[18]、ISBN 978-4-08-870413-5
  3. 「その家系図」2012年9月19日発売[19]、ISBN 978-4-08-870526-2
  4. 「レモンとみかん」2013年5月17日発売[20]、ISBN 978-4-08-870642-9
  5. 「杜王町『1901年』」2013年10月18日発売[21]、ISBN 978-4-08-870830-0
  6. 「東方つるぎの目的 そして建築家」2014年3月19日発売[22]、ISBN 978-4-08-870891-1
  7. 「キング・ナッシング」2014年5月19日発売[23]、ISBN 978-4-08-880087-5
  8. 「毎日が夏休み」2014年10月17日発売[24]、ISBN 978-4-08-880238-1
  9. 「長男・東方常敏」2015年2月19日発売[25]、ISBN 978-4-08-880314-2
  10. 「ロカカカの樹を追え！」2015年7月17日発売[26]、ISBN 978-4-08-880436-1
  11. 「双児が町にやって来る」2015年12月18日発売[27]、ISBN 978-4-08-880548-1
  12. 「鳩ちゃんのボーイフレンド」2016年3月18日発売[28]、ISBN 978-4-08-880647-1
  13. 「ウォーキング・ハート」2016年7月19日発売[29]、ISBN 978-4-08-880742-3
  14. 「東方家の夜明け」2016年12月19日発売[30]、ISBN 978-4-08-880880-2
  15. 「ドロミテの青い珊瑚礁」2017年7月19日発売[31]、ISBN 978-4-08-880882-6
  16. 「母と子」2017年9月19日発売[32]、ISBN 978-4-08-881233-5
  17. 「鼻炉山から脱出しろ」2017年12月19日発売[33]、ISBN 978-4-08-881443-8
  18. 「東方家の北。果樹園」2018年7月19日発売[34]、ISBN 978-4-08-881452-0
  19. 「整形外科医－羽伴毅先生」2018年10月19日発売[35]、ISBN 978-4-08-881596-1
  20. 「一緒にお願い。ドクター・ウー」2019年3月19日発売[36]、ISBN 978-4-08-881777-4
  21. 「ザ・ワンダー・オブ・ユー」2019年7月19日発売[37]、ISBN 978-4-08-882015-6
  22. 「TG大学病院院長－明負悟」2019年12月19日発売[38]、ISBN 978-4-08-882167-2
  23. 「胸いっぱいの愛を」2020年4月17日発売[39]、ISBN 978-4-08-882278-5
  24. 「|動かないしかない|」2020年10月16日発売[40]、ISBN 978-4-08-882394-2
  25. 「究極のジレンマ」2020年12月18日発売[41]、ISBN 978-4-08-882544-1
  26. 「ゴー・ビヨンド」2021年5月19日発売[42]、ISBN 978-4-08-882697-4
  27. 「全ての呪いが解けるとき」2021年9月17日発売[43]、ISBN 978-4-08-882836-7